# Список птахів Канади
Це перелік видів птахів, зафіксованих на території Канади. Авіфауна Канади налічує загалом 696 видів. З них 229 є випадковими, 12 були інтродуковані людьми, 3 види вимерли, і 3 види вимерли локально.

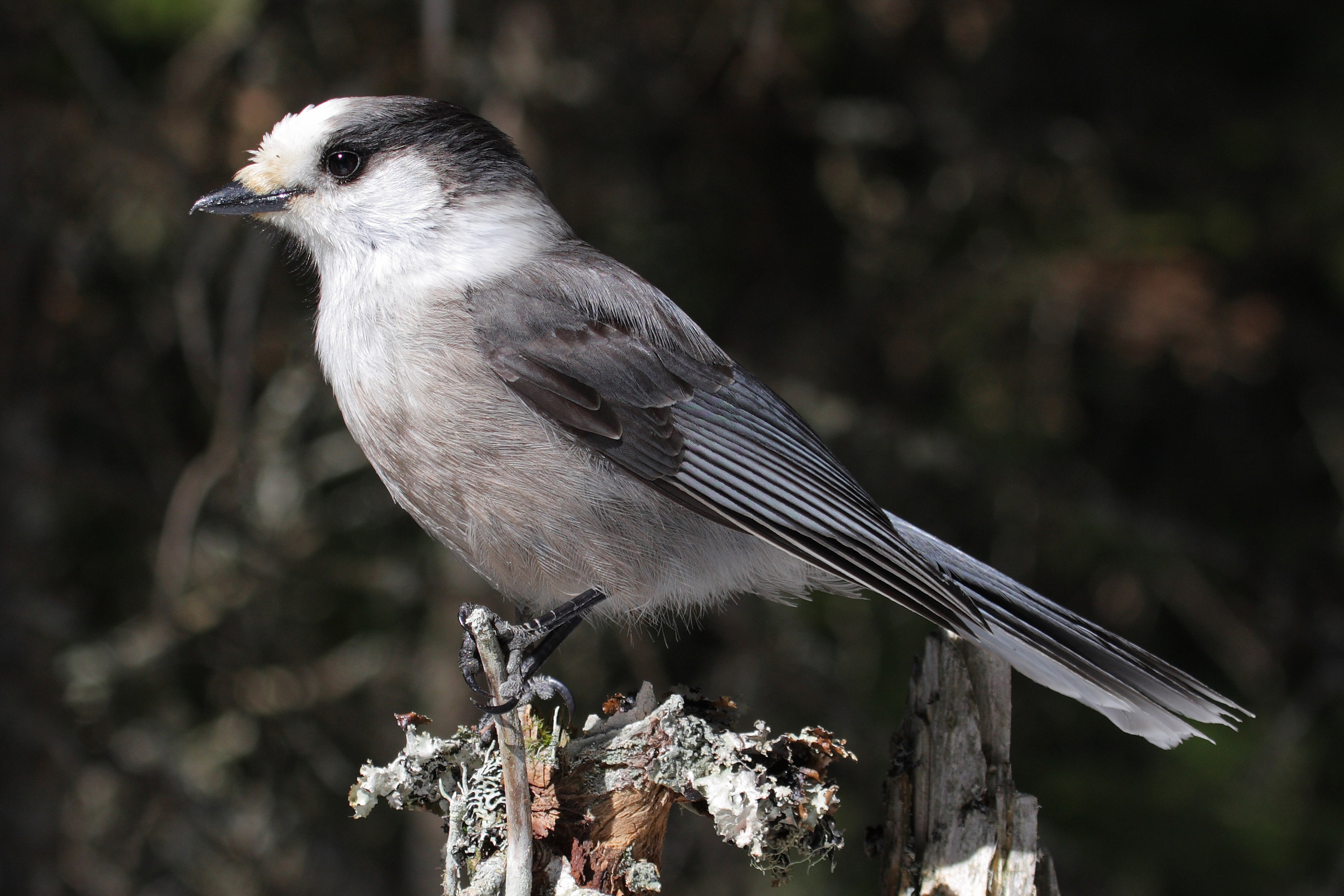
Канадська кукша (Perisoreus canadensis) була запропонована в якості національного птаха Канади.

## Позначки
Наступні теги використані для виділення деяких категорій птахів.
- (А) Випадковий — вид, який рідко або випадково трапляється в Канаді
- (I) Інтродукований — вид, завезений до Канади як наслідок, прямих чи непрямих людських дій
- (E) Вимерлий — вид, який мешкав в Канаді, однак повністю вимер
- (Ex) Локально вимерлий — вид, який більше не трапляється в Канаді, хоча його популяції існують в інших місцях

## Гусеподібні(Anseriformes)
Родина: Качкові (Anatidae)

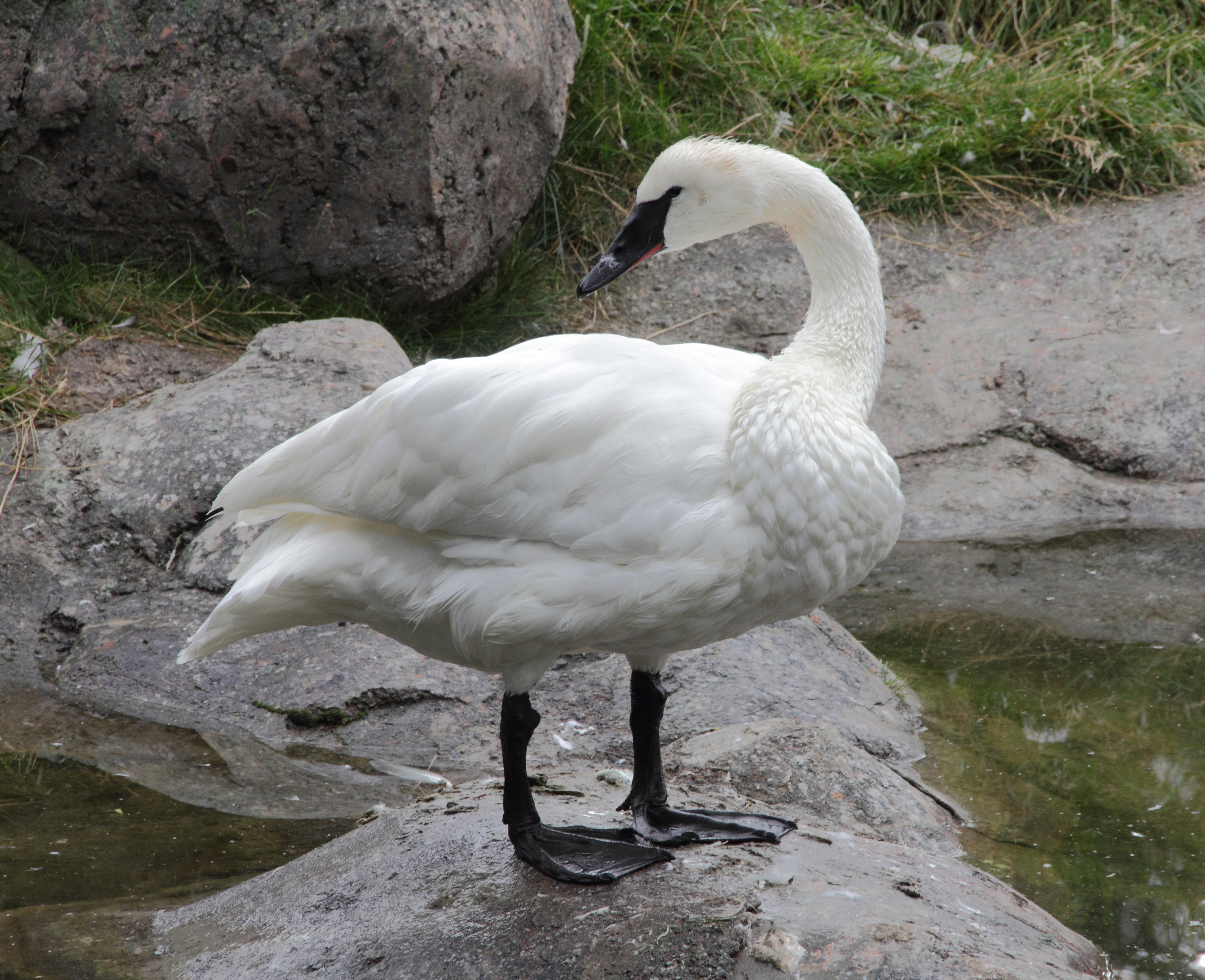
Лебідь-трубач (Cygnus buccinator)

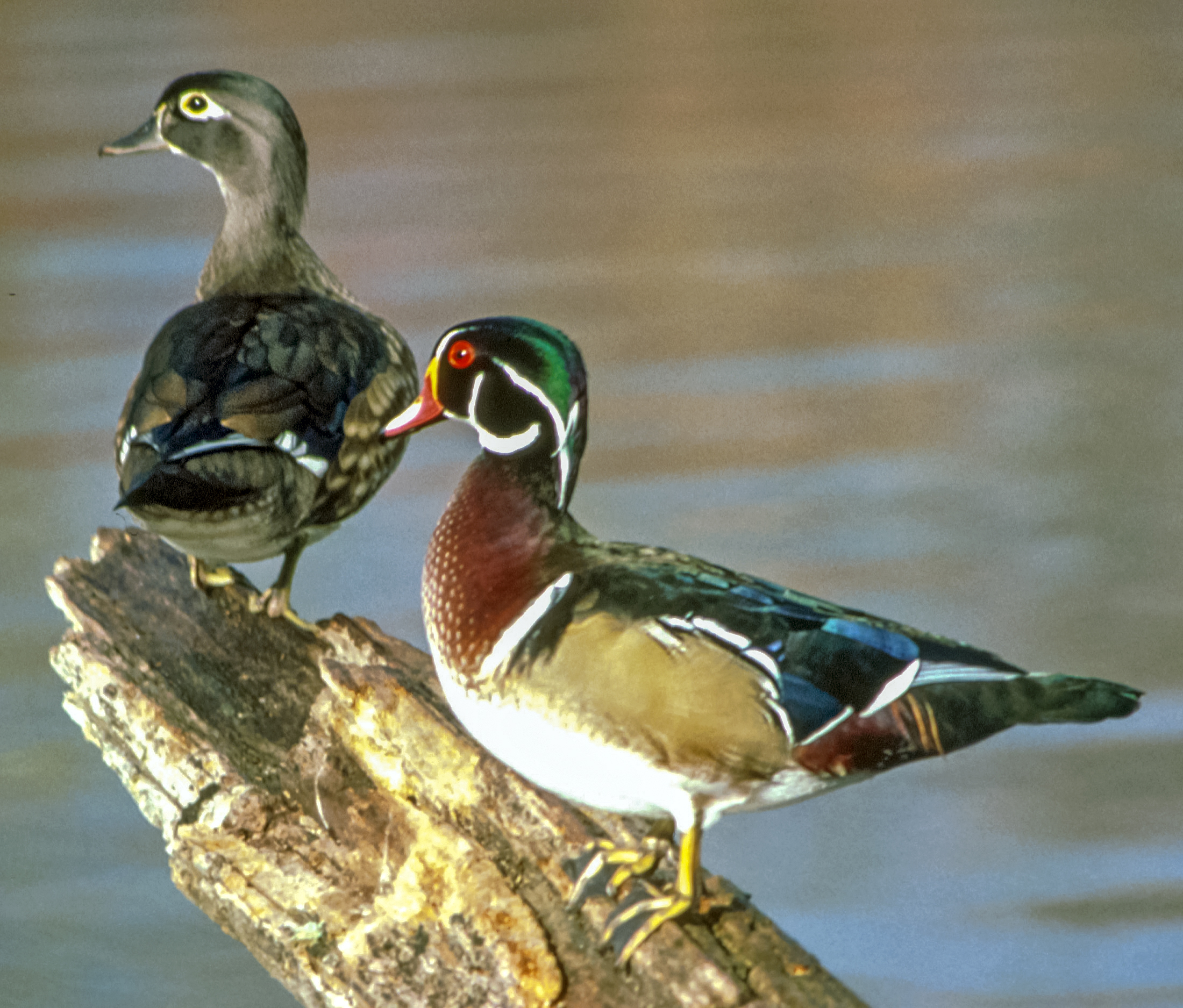
Пара каролінок (Aix sponsa) (самиця справа, самець зліва)

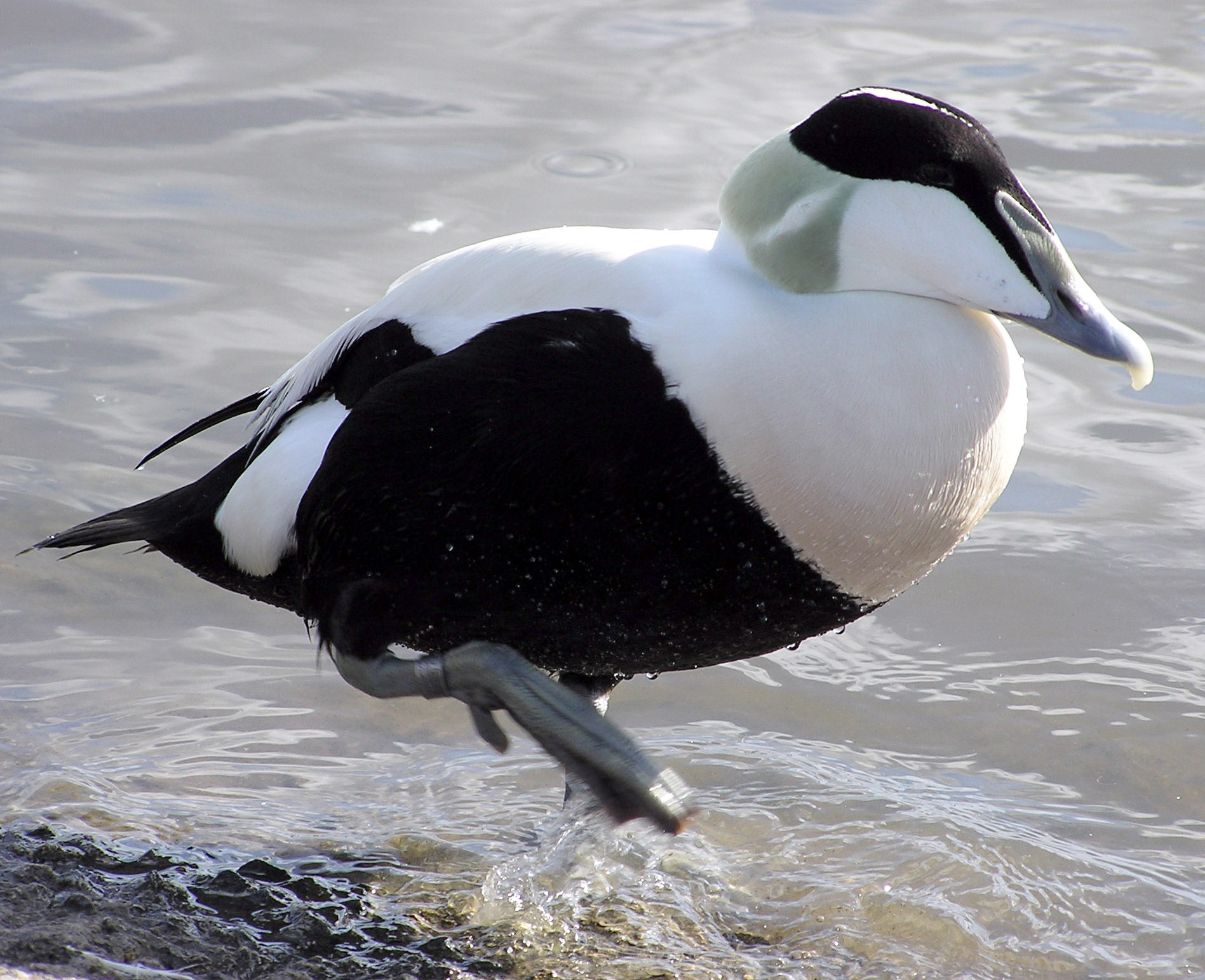
Пухівка (Somateria mollissima)

- Свистач червонодзьобий, Dendrocygna autumnalis (A)
- Свистач рудий, Dendrocygna bicolor (A)
- Білошиєць, Anser canagicus (A)  NT
- Гуска біла, Anser caerulescens
- Гуска Росса, Anser rossii
- Гуска сіра, Anser anser (A)
- Гуска білолоба, Anser albifrons
- Гуменник великий, Anser fabalis (A)
- Anser serrirostris (A)
- Гуменник короткодзьобий, Anser brachyrhynchus (A)
- Казарка чорна, Branta bernicla
- Казарка білощока, Branta leucopsis (A)
- Казарка мала, Branta hutchinsii
- Казарка канадська, Branta canadensis
- Лебідь-шипун, Cygnus olor (I)
- Лебідь-трубач, Cygnus buccinator
- Лебідь чорнодзьобий, Cygnus columbianus
- Лебідь-кликун, Cygnus cygnus (A)
- Огар рудий, Tadorna ferruginea (A)
- Галагаз звичайний, Tadorna tadorna (A)
- Каролінка, Aix sponsa
- Чирянка-квоктун, Sibirionetta formosa (A)
- Чирянка велика, Spatula querquedula (A)
- Чирянка блакитнокрила, Spatula discors
- Чирянка руда, Spatula cyanoptera
- Широконіска північна, Spatula clypeata
- Нерозень, Mareca strepera
- Качка далекосхідна, Mareca falcata (A)  NT
- Свищ євразійський, Mareca penelope
- Свищ американський, Mareca americana
- Крижень звичайний, Anas platyrhynchos
- Крижень американський, Anas rubripes
- Крижень флоридський, Anas fulvigula (A)
- Шилохвіст північний, Anas acuta
- Чирянка американська, Anas carolinensis
- Попелюх довгодзьобий, Aythya valisineria
- Попелюх американський, Aythya americana
- Попелюх звичайний, Aythya ferina (A)  VU
- Чернь канадська, Aythya collaris
- Чернь чубата, Aythya fuligula (A)
- Чернь морська, Aythya marila
- Чернь американська, Aythya affinis
- Пухівка мала, Polysticta stelleri (A)  VU
- Пухівка Фішера, Somateria fischeri (A)  NT
- Пухівка горбатодзьоба, Somateria spectabilis
- Пухівка зеленошия, Somateria mollissima  NT
- Каменярка, Histrionicus histrionicus
- Качка лабрадорська, Camptorhynchus labradorius (E)  EX
- Турпан білолобий, Melanitta perspicillata
- Турпан горбатодзьобий, Melanitta deglandi
- Синьга американська, Melanitta americana  NT
- Морянка, Clangula hyemalis  VU
- Гоголь малий, Bucephala albeola
- Гоголь зеленоголовий, Bucephala clangula
- Гоголь ісландський, Bucephala islandica
- Крех малий, Mergellus albellus (A)
- Крех жовтоокий, Lophodytes cucullatus
- Крех великий, Mergus merganser
- Крех середній, Mergus serrator
- Савка американська, Oxyura jamaicensis

## Куроподібні(Galliformes)
Родина: Токрові (Odontophoridae)

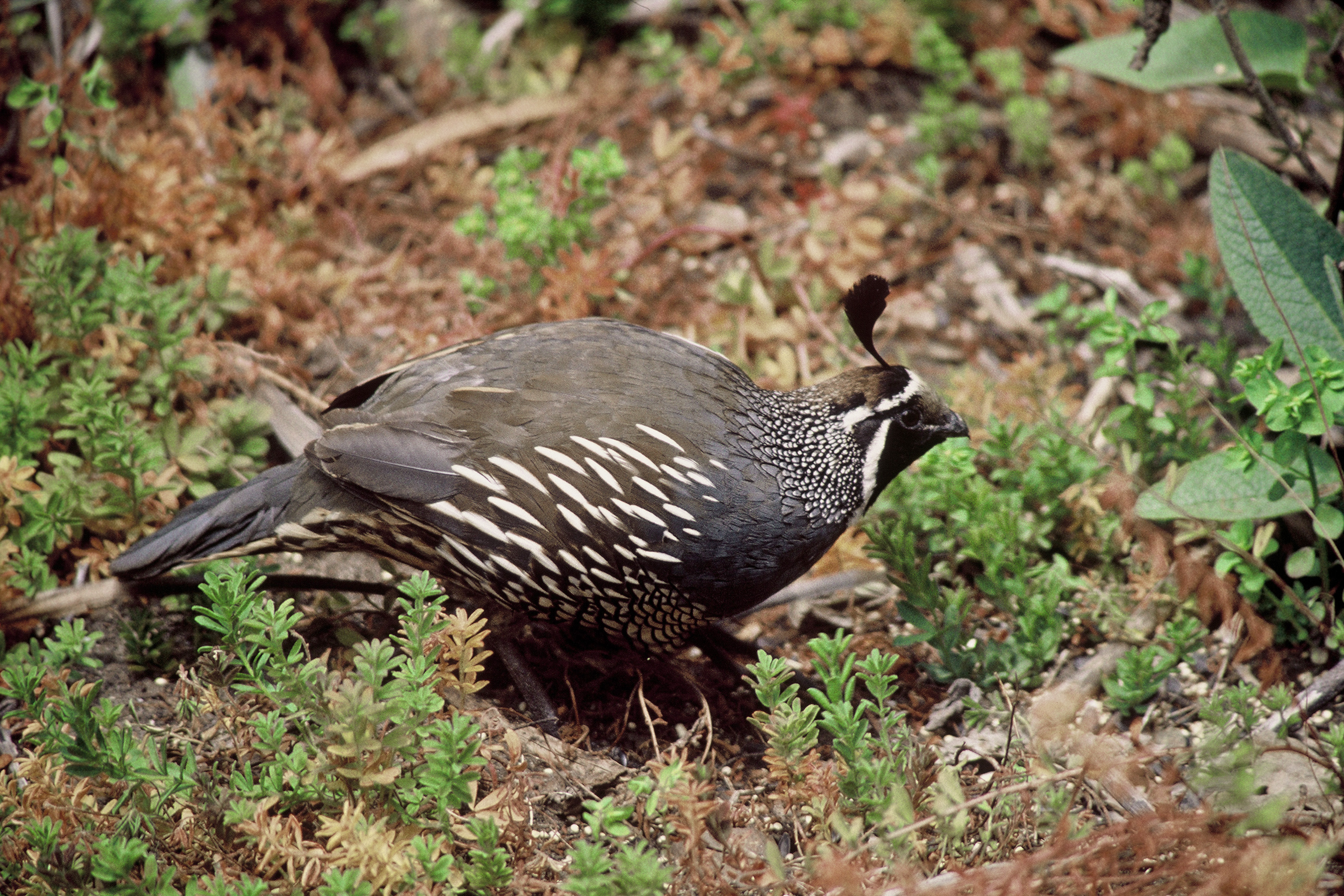
Перепелиця каліфорнійська (Callipepla californica)

- Перепелиця гірська, Oreortyx ictus (I)
- Перепелиця віргінська, Colinus virginianus  NT
- Перепелиця каліфорнійська, Callipepla californica (I)

Родина: Фазанові (Phasianidae)

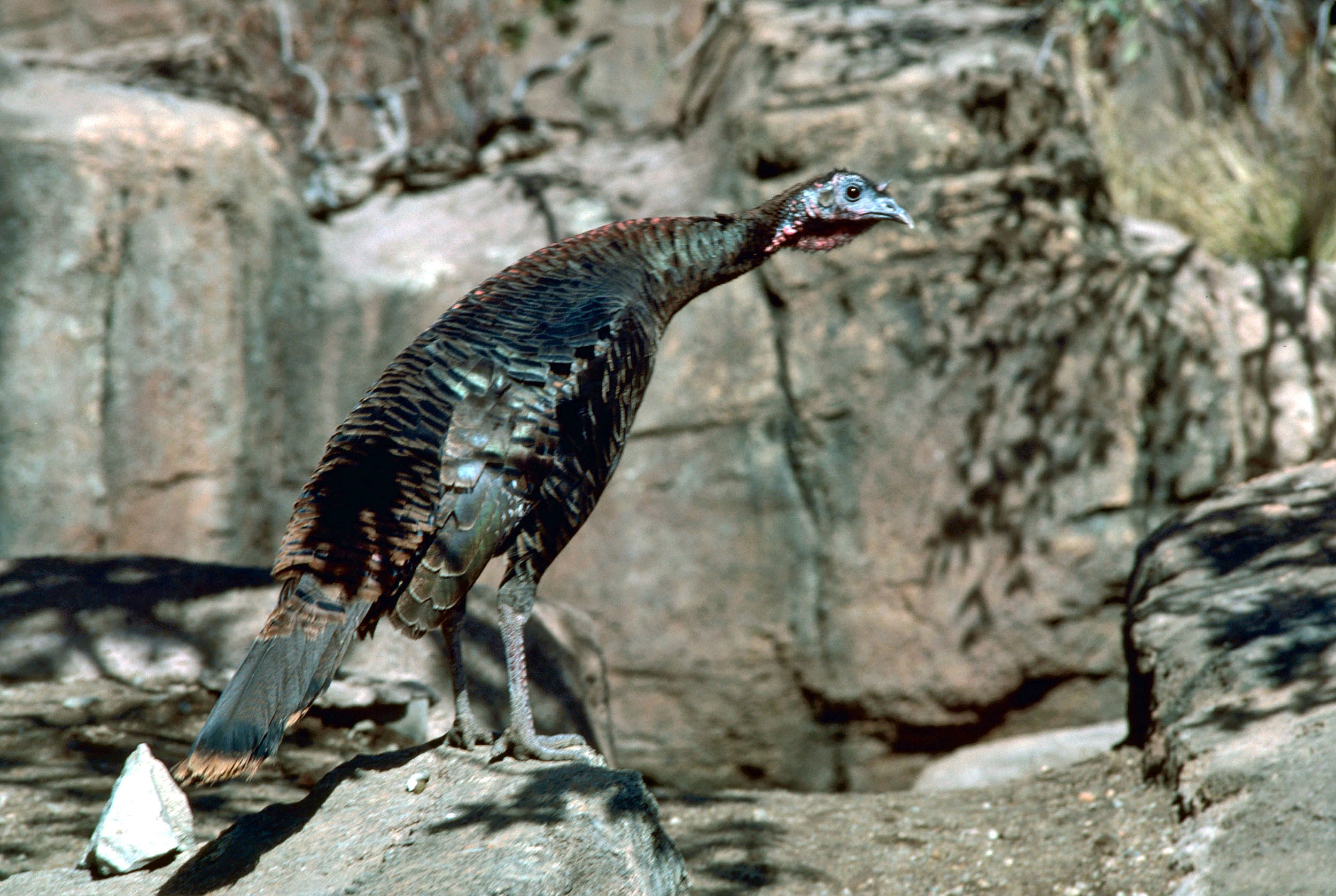
Індик великий (Meleagris gallopavo)

- Індик великий, Meleagris gallopavo
- Орябок американський, Bonasa umbellus
- Тетерук гострохвостий, Centrocercus urophasianus  NT
- Дикуша канадська, Canachites canadensis
- Куріпка біла, Lagopus lagopus
- Куріпка тундрова, Lagopus muta
- Куріпка білохвоста, Lagopus leucura
- Тетерук жовтобровий, Dendragapus obscurus
- Тетерук гірський, Dendragapus fuliginosus
- Тетерук манітобський, Tympanuchus phasianellus
- Тетерук лучний, Tympanuchus cupido (Ex)  NT
- Куріпка сіра, Perdix perdix (I)
- Фазан звичайний, Phasianus colchicus (I)
- Кеклик кремовогорлий, Alectoris chukar (I)

## Фламінгоподібні(Phoenicopteriformes)
Родина: Фламінгові (Phoenicopteridae)
- Фламінго червоний, Phoenicopterus ruber (A)

## Пірникозоподібні(Podicipediformes)
Родина: Пірникозові (Podicipedidae)

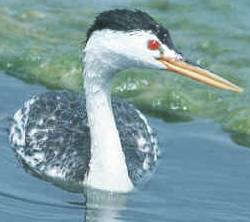
Пірникоза Кларка (Aechmophorus clarkii)

- Пірникоза рябодзьоба, Podilymbus podiceps
- Пірникоза червоношия, Podiceps auritus  VU
- Пірникоза сірощока, Podiceps grisegena
- Пірникоза чорношия, Podiceps nigricollis
- Пірникоза західна, Aechmophorus occidentalis
- Пірникоза Кларка, Aechmophorus clarkii

## Голубоподібні(Columbiformes)
Родина: Голубові (Columbidae)
- Голуб сизий, Columba livia (I)
- Припутень, Columba palumbus (A)
- Голуб карибський, Patagioenas leucocephala (A)  NT
- Голуб каліфорнійський, Patagioenas fasciata
- Горлиця велика, Streptopelia orientalis (A)
- Горлиця садова, Streptopelia decaocto (I)
- Голуб мандрівний, Ectopistes migratorius (E)  EX
- Горличка-інка мексиканська, Columbina inca (A)
- Талпакоті строкатоголовий, Columbina passerina (A)
- Zenaida asiatica (A)
- Зенаїда північна, Zenaida macroura

## Зозулеподібні(Cuculiformes)
Родина: Зозулеві (Cuculidae)

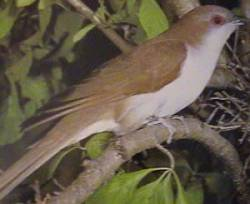
Кукліло чорнодзьобий (Coccyzus erythropthalmus)

- Ані малий, Crotophaga sulcirostris (A)
- Зозуля звичайна, Cuculus canorus (A)
- Кукліло північний, Coccyzus americanus
- Кукліло чорнодзьобий, Coccyzus erythropthalmus

## Дрімлюгоподібні(Caprimulgiformes)
Родина: Дрімлюгові (Caprimulgidae)
- Анаперо малий, Chordeiles acutipennis
- Анаперо віргінський, Chordeiles minor
- Пораке чорнощокий, Phalaenoptilus nuttallii
- Дрімлюга каролінський, Antrostomus carolinensis
- Дрімлюга канадський, Antrostomus vociferus  NT

## Серпокрильцеподібні(Apodiformes)
Родина: Серпокрильцеві (Apodidae)
- Свіфт західний, Cypseloides niger  VU
- Свіфт болівійський, Streptoprocne zonaris (A)
- Голкохвіст східний, Chaetura pelagica  VU
- Голкохвіст сірочеревий, Chaetura vauxi
- Серпокрилець чорний, Apus apus (A)
- Серпокрилець сибірський, Apus pacificus (A)
- Серпокрилець непальський, Apus nipalensis
- Серпокрилець білогорлий, Aeronautes saxatalis

Родина: Колібрієві (Trochilidae)

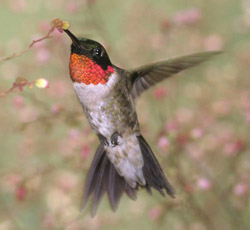
Колібрі рубіновогорлий (Archilochus colubris)

- Колібрі зелений, Colibri thalassinus (A)
- Колібрі-герцог північний, Eugenes fulgens (A)
- Колібрі-самоцвіт аметистовологорлий, Lampornis amethystinus (A)
- Колібрі рубіновогорлий, Archilochus colubris
- Колібрі фіолетовогорлий, Archilochus alexandri
- Каліпта рубіновоголова, Calypte anna
- Каліпта аметистовоголова, Calypte costae (A)
- Каліопа, Selasphorus calliope
- Колібрі-крихітка вогнистий, Selasphorus rufus  NT
- Колібрі-крихітка широкохвостий, Selasphorus platycercus (A)
- Цинантус синьогорлий, Cynanthus latirostris (A)
- Колібрі-сапфір чорнолобий, Basilinna xantusii (A)

## Журавлеподібні(Gruiformes)
Родина: Пастушкові (Rallidae)

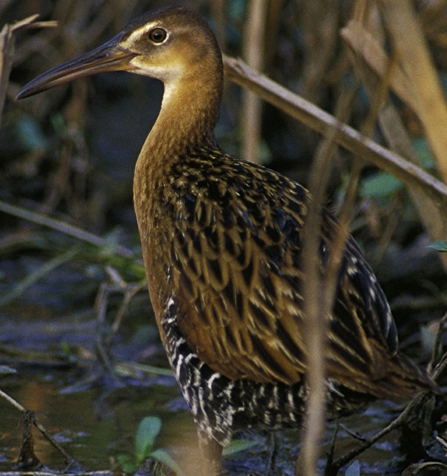
Пастушок королівський (Rallus elegans)

- Пастушок узбережний, Rallus crepitans (A)
- Пастушок королівський, Rallus elegans  NT
- Пастушок віргінський, Rallus limicola
- Деркач лучний, Crex crex (A)
- Погонич каролінський, Porzana carolina
- Курочка латиноамериканська, Gallinula galeata
- Лиска звичайна, Fulica atra (A)
- Лиска американська, Fulica americana
- Porphyrio martinicus (A)
- Погонич-пігмей жовтий, Coturnicops noveboracensis
- Погонич американський, Laterallus jamaicensis (A)

Родина: Арамові (Aramidae)
- Арама, Aramus guarauna (A)

Родина: Журавлеві (Gruidae)
- Журавель канадський, Antigone canadensis
- Журавель сірий, Grus grus (C)
- Журавель американський, Grus americana  EN

## Сивкоподібні(Charadriiformes)

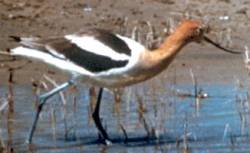
Чоботар американський (Recurvirostra americana)

Родина: Чоботарові (Recurvirostridae)
- Himantopus mexicanus
- Чоботар американський, Recurvirostra americana

Родина: Куликосорокові  (Haematopodidae)
- Кулик-сорока євразійський, Haematopus ostralegus (A)  NT
- Кулик-сорока американський, Haematopus palliatus (A)
- Кулик-сорока чорний, Haematopus bachmani

Родина: Сивкові (Charadriidae)

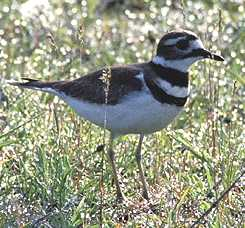
Пісочник крикливий (Charadrius vociferus)

- Чайка чубата, Vanellus vanellus (A)  NT
- Сивка морська, Pluvialis squatarola
- Сивка звичайна, Pluvialis apricaria (A)
- Сивка американська, Pluvialis dominica
- Сивка бурокрила, Pluvialis fulva (A)
- Хрустан євразійський, Charadrius morinellus (A)
- Пісочник крикливий, Charadrius vociferus
- Пісочник великий, Charadrius hiaticula
- Пісочник канадський, Charadrius semipalmatus
- Пісочник жовтоногий, Charadrius melodus  NT
- Пісочник монгольський, Charadrius mongolus (A)
- Пісочник довгодзьобий, Charadrius wilsonia (A)
- Пісочник американський, Charadrius nivosus (A)  NT
- Пісочник гірський, Charadrius montanus  NT

Родина: Баранцеві (Scolopacidae)
- Бартрамія, Bartramia longicauda

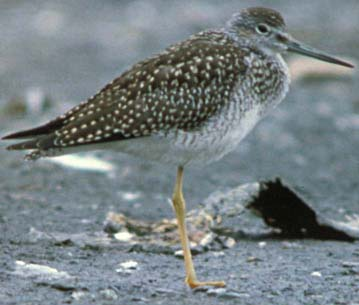
Коловодник строкатий (Tringa melanoleuca)

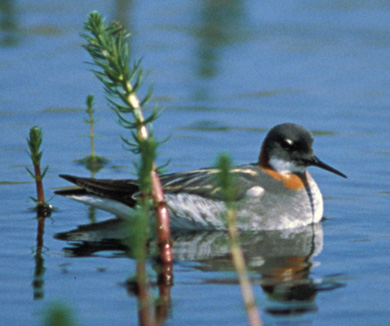
Плавунець круглодзьобий (Phalaropus lobatus)

- Кульон аляскинський, Numenius tahitiensis (A)  VU
- Кульон гудзонський, Numenius hudsonicus
- Кульон ескімоський, Numenius borealis (імовірно вимерлий)  CR
- Кульон американський, Numenius americanus
- Кульон східний, Numenius madagascariensis (A)  EN
- Кульон тонкодзьобий, Numenius tenuirostris (A)  CR
- Кульон великий, Numenius arquata (A)  NT
- Грицик малий, Limosa lapponica (A)  NT
- Грицик великий, Limosa limosa (A)  NT
- Грицик канадський, Limosa haemastica
- Грицик чорнохвостий, Limosa fedoa
- Крем'яшник звичайний, Arenaria interpres
- Крем'яшник чорний, Arenaria melanocephala
- Побережник великий, Calidris tenuirostris (A)  EN
- Побережник ісландський, Calidris canutus
- Побережник американський, Calidris virgata
- Брижач, Calidris pugnax
- Побережник болотяний, Calidris falcinellus (A)
- Побережник гострохвостий, Calidris acuminata
- Побережник довгоногий, Calidris himantopus
- Побережник червоногрудий, Calidris ferruginea (A)  NT
- Побережник білохвостий, Calidris temminckii (A)
- Лопатень, Calidris pygmaea (A)  CR
- Побережник рудоголовий, Calidris ruficollis (A)  NT
- Побережник білий, Calidris alba
- Побережник чорногрудий, Calidris alpina
- Побережник берингійський, Calidris ptilocnemis
- Побережник морський, Calidris maritima
- Побережник канадський, Calidris bairdii
- Побережник малий, Calidris minuta (A)
- Побережник-крихітка, Calidris minutilla
- Побережник білогрудий, Calidris fuscicollis
- Жовтоволик, Calidris subruficollis  NT
- Побережник арктичний, Calidris melanotos
- Побережник тундровий, Calidris pusilla  NT
- Побережник аляскинський, Calidris mauri
- Неголь короткодзьобий, Limnodromus griseus
- Неголь довгодзьобий, Limnodromus scolopaceus
- Баранець малий, Lymnocryptes minimus (A)
- Слуква лісова, Scolopax rusticola (A)
- Слуква американська, Scolopax minor
- Баранець звичайний, Gallinago gallinago (A)
- Баранець американський, Gallinago delicata
- Мородунка, Xenus cinereus (A)
- Набережник плямистий, Actitis macularius
- Коловодник малий, Tringa solitaria
- Коловодник попелястий, Tringa brevipes (A)  NT
- Коловодник аляскинський, Tringa incana
- Коловодник жовтоногий, Tringa flavipes
- Коловодник американський, Tringa semipalmata
- Коловодник чорний, Tringa erythropus (A)
- Коловодник великий, Tringa nebularia (A)
- Коловодник строкатий, Tringa melanoleuca
- Коловодник звичайний, Tringa totanus (A)
- Коловодник болотяний, Tringa glareola (A)
- Плавунець довгодзьобий, Phalaropus tricolor
- Плавунець круглодзьобий, Phalaropus lobatus
- Плавунець плоскодзьобий, Phalaropus fulicarius

Родина: Поморникові (Stercorariidae)
- Поморник великий, Stercorarius skua (A)
- Поморник антарктичний, Stercorarius maccormicki
- Поморник середній, Stercorarius pomarinus
- Поморник короткохвостий, Stercorarius parasiticus
- Поморник довгохвостий, Stercorarius longicaudus

Родина: Алькові (Alcidae)
- Люрик, Alle alle
- Кайра тонкодзьоба, Uria aalge
- Кайра товстодзьоба, Uria lomvia

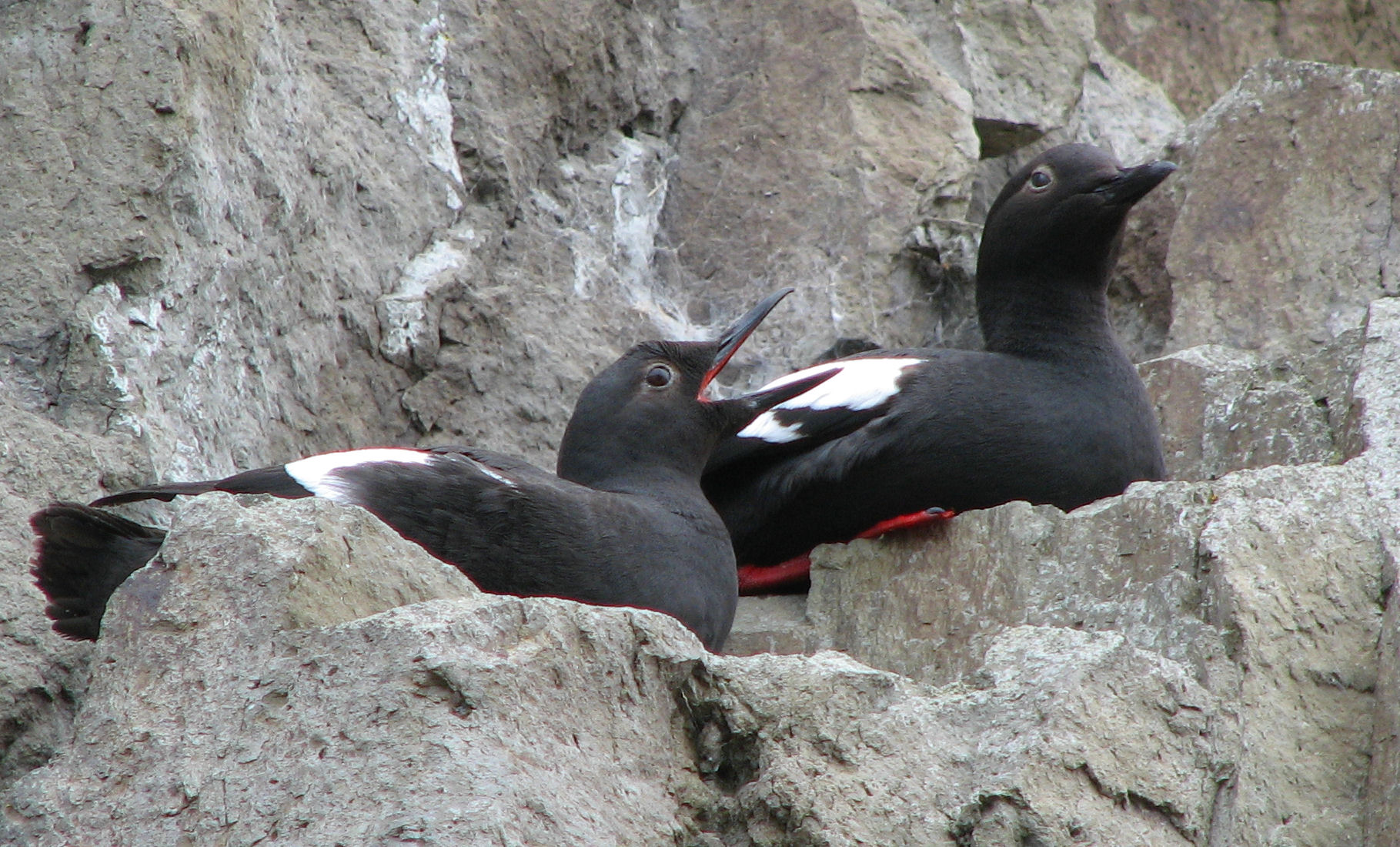
Чистун тихоокеанський (Cepphus columba)

- Гагарка мала, Alca torda  NT
- Гагарка велика, Pinguinus impennis (E)  EX
- Чистун арктичний, Cepphus grylle
- Чистун тихоокеанський, Cepphus columba
- Пижик охотський, Brachyramphus perdix (A)  NT
- Пижик довгодзьобий, Brachyramphus marmoratus  EN
- Пижик короткодзьобий, Brachyramphus brevirostris (A)  NT
- Моржик тихоокеанський, Synthliboramphus scrippsi  VU
- Моржик крикливий, Synthliboramphus hypoleucus (A)  EN
- Моржик чорногорлий, Synthliboramphus antiquus
- Пижик алеутський, Ptychoramphus aleuticus  NT
- Білочеревець, Aethia psittacula
- Конюга-крихітка, Aethia pusilla (A)
- Конюга велика, Aethia cristatella (A)
- Дзьоборіг, Cerorhinca monocerata
- Іпатка атлантична, Fratercula arctica  VU
- Іпатка тихоокеанська, Fratercula corniculata
- Топорик, Fratercula cirrhata

Родина: Мартинові (Laridae)

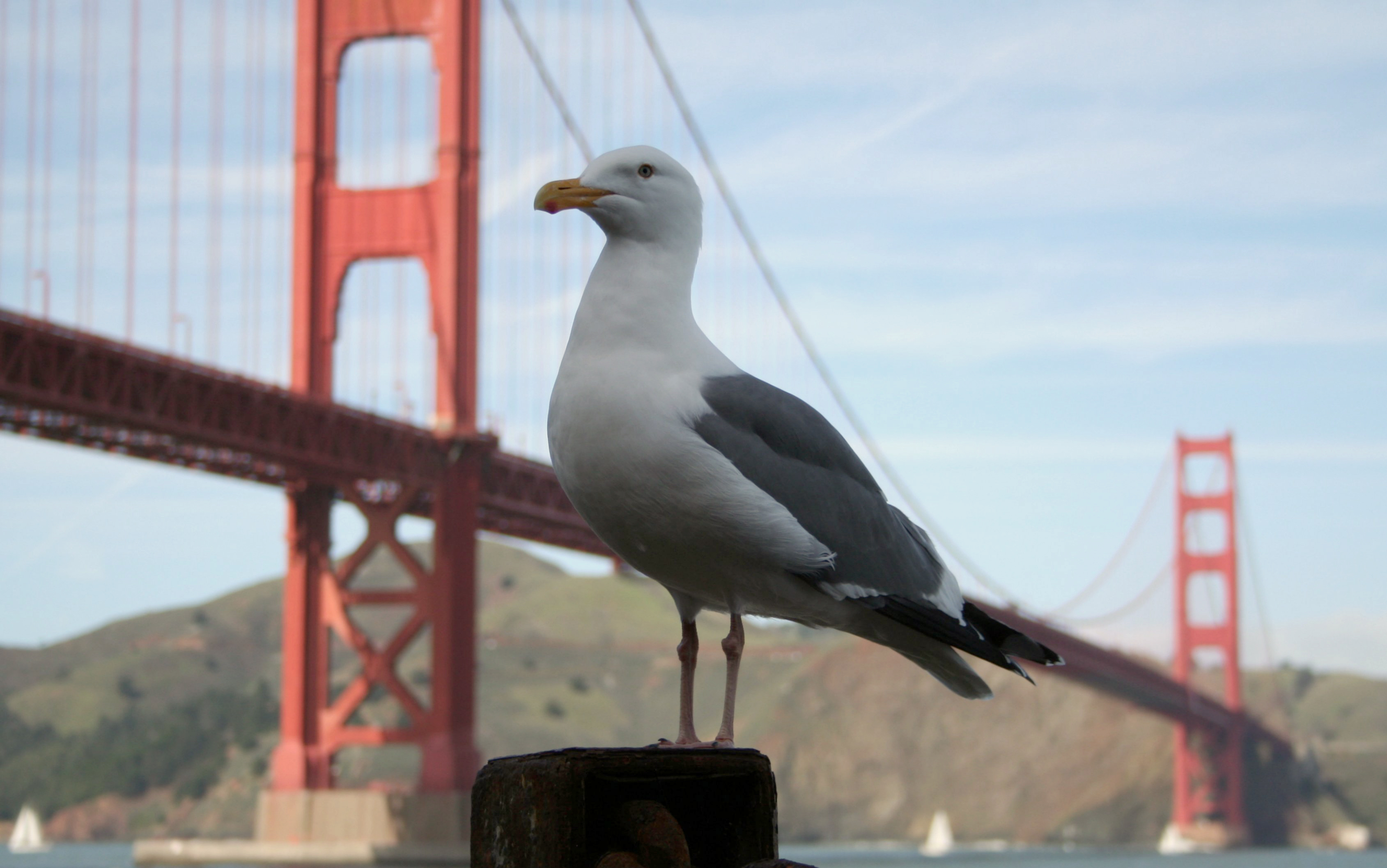
Мартин західний (Larus occidentalis)

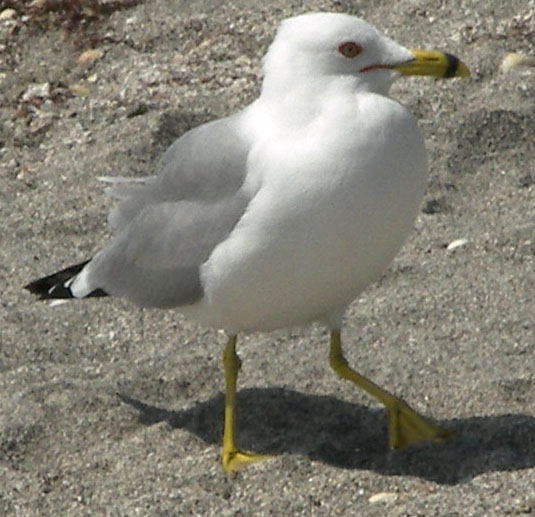
Мартин делаверський (Larus delawarensis)

- Мартин трипалий, Rissa tridactyla  VU
- Мартин червононогий, Rissa brevirostris (A)  VU
- Мартин білий, Pagophila eburnea  NT
- Мартин вилохвостий, Xema sabini
- Мартин канадський, Chroicocephalus philadelphia
- Мартин звичайний, Chroicocephalus ridibundus
- Мартин малий, Hydrocoloeus minutus
- Мартин рожевий, Rhodostethia rosea
- Leucophaeus atricilla
- Мартин ставковий, Leucophaeus pipixcan
- Мартин чорнохвостий, Larus crassirostris
- Мартин червонодзьобий, Larus heermanni  NT
- Мартин сизий, Larus canus
- Мартин аляскинський, Larus brachyrhynchus
- Мартин делаверський, Larus delawarensis
- Мартин західний, Larus occidentalis
- Мартин каліфорнійський, Larus californicus
- Мартин американський, Larus smithsonianus (V)
- Larus michahellis (A)
- Мартин гренландський, Larus glaucoides
- Мартин чорнокрилий, Larus fuscus
- Мартин охотський, Larus schistisagus (A)
- Мартин берингійський, Larus glaucescens
- Мартин полярний, Larus hyperboreus
- Мартин морський, Larus marinus
- Мартин домініканський, Larus dominicanus (A)
- Крячок строкатий, Onychoprion fuscatus (A)
- Крячок бурокрилий, Onychoprion anaethetus (A)
- Крячок камчатський, Onychoprion aleuticus (A)
- Крячок карибський, Sternula antillarum (A)
- Крячок чорнодзьобий, Gelochelidon nilotica (A)
- Крячок каспійський, Hydroprogne caspia
- Крячок чорний, Chlidonias niger
- Крячок білокрилий, Chlidonias leucopterus (A)
- Крячок рожевий, Sterna dougallii
- Крячок річковий, Sterna hirundo
- Крячок полярний, Sterna paradisaea
- Крячок неоарктичний, Sterna forsteri
- Крячок королівський, Thalasseus maximus (A)
- Крячок рябодзьобий, Thalasseus sandvicensis (A)
- Крячок каліфорнійський, Thalasseus elegans (A)  NT
- Водоріз американський, Rynchops niger (A)

## Фаетоноподібні(Phaethontiformes)
Родина: Фаетонові (Phaethontidae)
- Фаетон білохвостий, Phaethon lepturus (A)
- Фаетон червонодзьобий, Phaethon aethereus (A)
- Фаетон червонохвостий, Phaethon rubricauda (A)

## Гагароподібні(Gaviiformes)
Родина: Гагарові (Gaviidae)
- Гагара червоношия, Gavia stellata

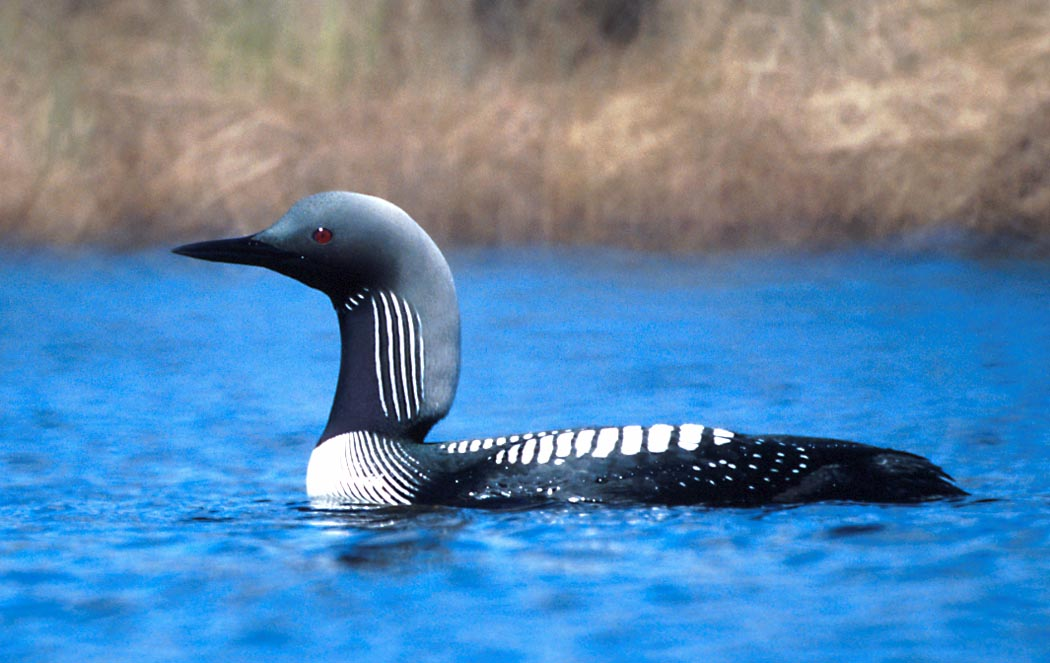
Гагара білошия (Gavia pacifica)

- Гагара чорношия, Gavia arctica (A)
- Гагара білошия, Gavia pacifica
- Гагара полярна, Gavia immer
- Гагара білодзьоба, Gavia adamsii  NT

## Буревісникоподібні(Procellariiformes)
Родина: Альбатросові (Diomedeidae)
- Альбатрос смугастодзьобий, Thalassar chlororhynchus (A)
- Альбатрос чорнобровий, Thalassarche melanophris (A)
- Альбатрос гавайський, Phoebastria immutabilis  NT
- Альбатрос чорноногий, Phoebastria nigripes  NT
- Альбатрос жовтоголовий, Phoebastria albatrus  VU

Родина: Океанникові (Oceanitidae)

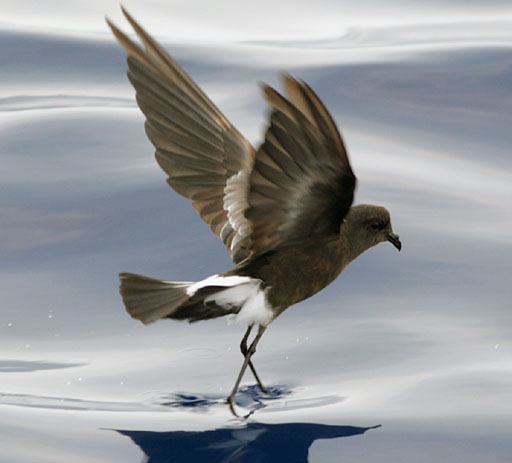
Океанник Вільсона (Oceanites oceanicus)

- Океанник Вільсона, Oceanites oceanicus
- Океанник білобровий, (A) Pelagodroma marina

Родина: Качуркові (Hydrobatidae)
- Качурка морська, Hydrobates pelagicus (A)
- Качурка сиза, Hydrobates furcatus
- Качурка північна, Hydrobates leucorhous
- Качурка мадерійська, Hydrobates castro (A)

Родина: Буревісникові (Procellariidae)

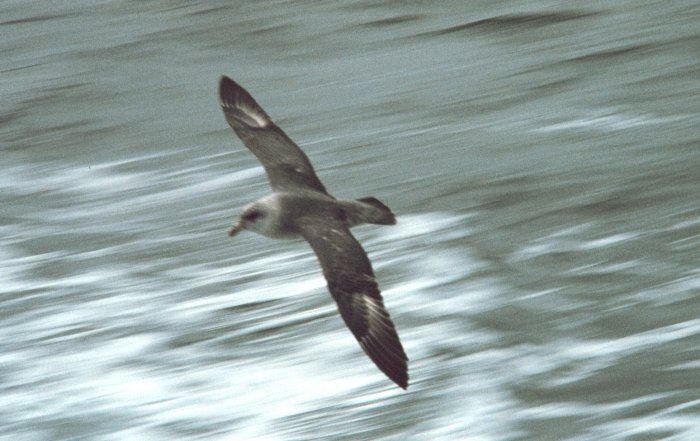
Буревісник кочівний (Fulmarus glacialis)

- Буревісник кочівний, Fulmarus glacialis
- Тайфунник Мерфі, Pterodroma ultima (A)
- Тайфунник Піла, Pterodroma inexpectata (A)  NT
- Тайфунник бермудський, Pterodroma cahow (A)  EN
- Тайфунник кубинський, Pterodroma hasitata (A)  EN
- Тайфунник гавайський, Pterodroma sandwichensis (A)  EN
- Тайфунник азорський, Pterodroma feae (A)  NT
- Тайфунник Кука, Pterodroma cookii (A)  VU
- Буревісник тихоокеанський, Calonectris leucomelas (A)  NT
- Calonectris diomedea
- Буревісник Бюлера, Ardenna bulleri  VU
- Буревісник тонкодзьобий, Ardenna tenuirostris
- Буревісник сивий, Ardenna griseus  NT
- Буревісник великий, Ardenna gravis
- Буревісник рожевоногий, Ardenna creatopus  VU
- Буревісник світлоногий, Ardenna carneipes ' (A)
- Буревісник малий, Puffinus puffinus
- Буревісник каліфорнійський, Puffinus opisthomelas (A)  NT
- Буревісник екваторіальний, Puffinus lherminieri (A)
- Буревісник канарський, Puffinus baroli (A)

## Лелекоподібні(Ciconiiformes)
Родина: Лелекові (Ciconiidae)
- Міктерія, Mycteria americana (A)

## Сулоподібні(Suliformes)
Родина: Фрегатові (Fregatidae)
- Фрегат карибський, Fregata magnificens (A)

Родина: Сулові (Sulidae)

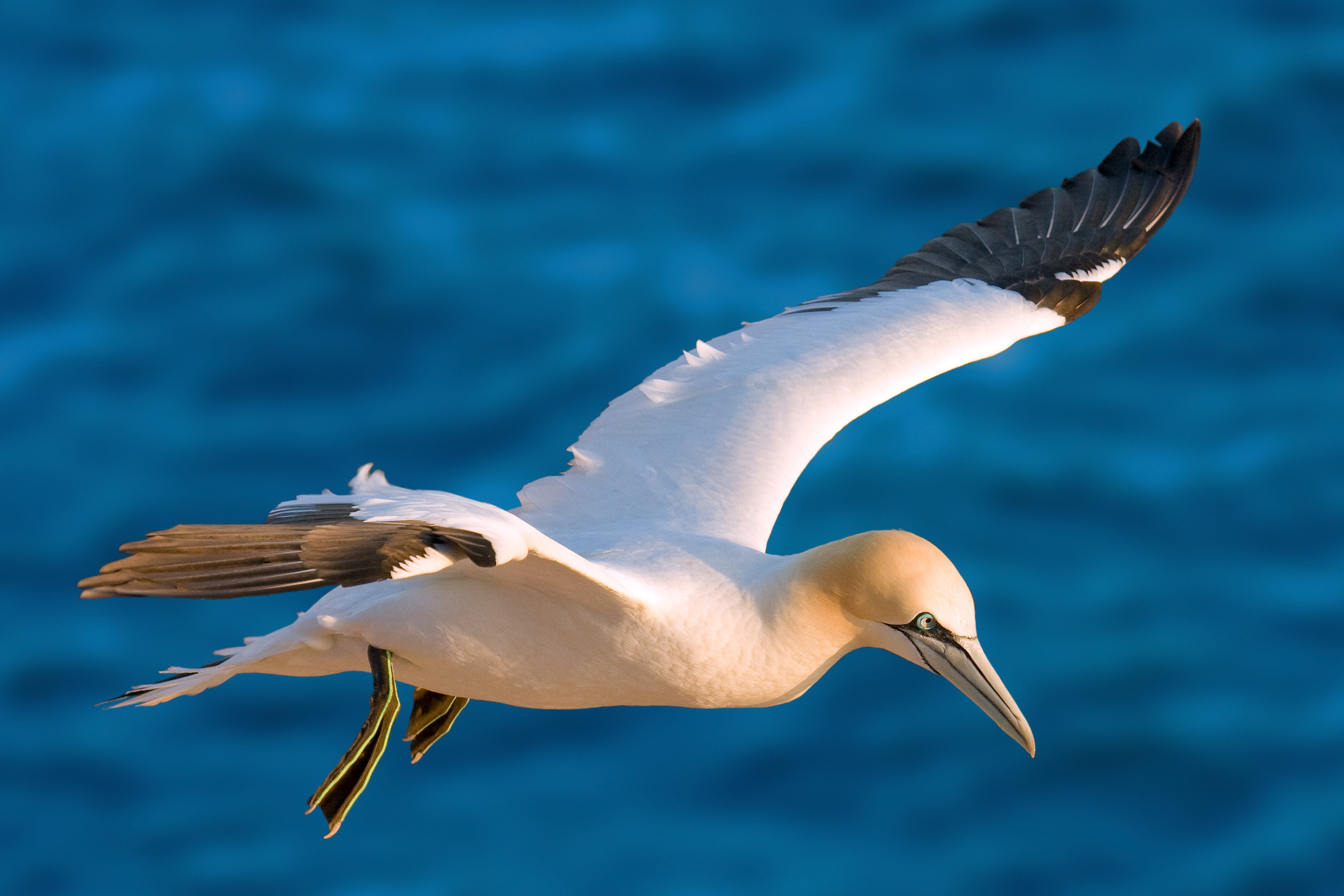
Сула атлантична (Morus bassanus)

- Сула жовтодзьоба, Sula dactylatra (A)
- Сула насканська, Sula granti (A)
- Сула блакитнонога, Sula nebouxii (A)
- Сула білочерева, Sula leucogaster (A)
- Сула червононога, Sula sula (A)
- Сула атлантична, Morus bassanus

Родина: Змієшийкові (Anhingidae)
- Змієшийка американська, Anhinga anhinga (A)

Родина: Бакланові (Phalacrocoracidae)
- Баклан синьогорлий, Urile penicillatus
- Баклан тихоокеанський, Urile urile (A)
- Баклан берингійський, Urile pelagicus
- Баклан великий, Phalacrocorax carbo
- Баклан вухатий, Nannopterum auritum
- Баклан бразильський, Nannopterum brasilianum (A)

## Пеліканоподібні(Pelecaniformes)
Родина: Пеліканові (Pelecanidae)

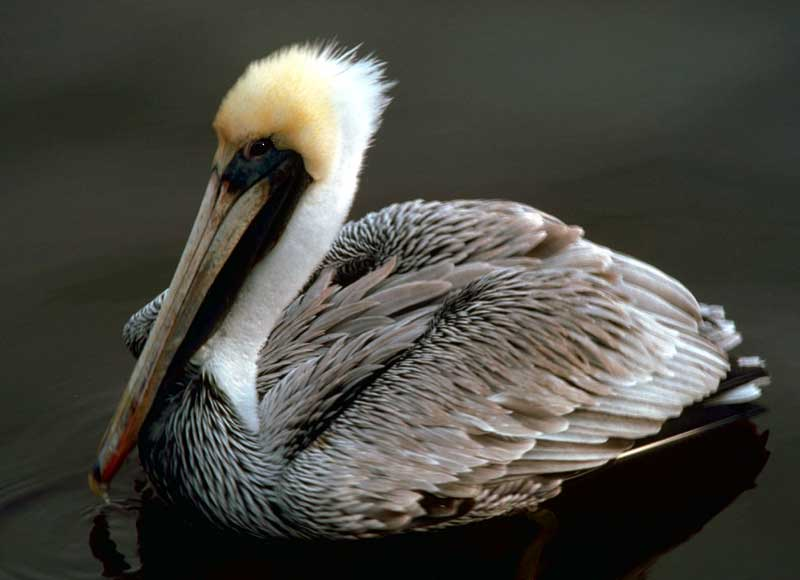
Пелікан бурий (Pelecanus occidentalis)

- Пелікан рогодзьобий, Pelecanus erythrorhynchos
- Пелікан бурий, Pelecanus occidentalis

Родина: Чаплеві (Ardeidae)

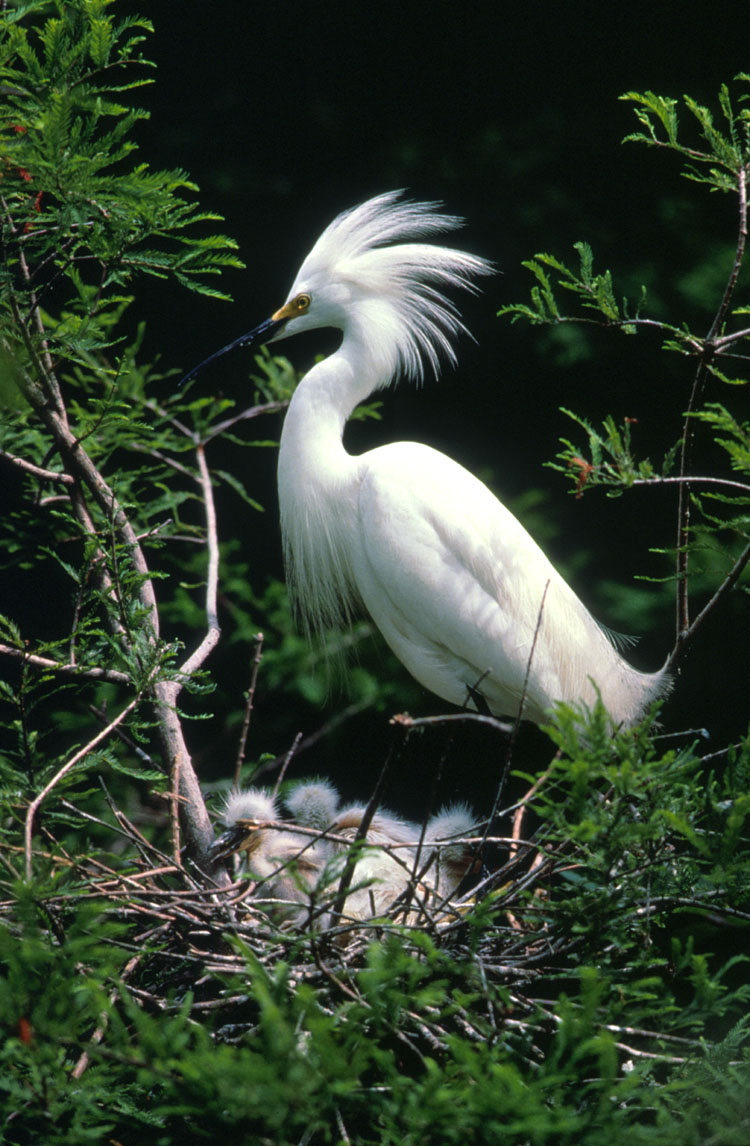
Чепура американська (Egretta thula)

- Бугай американський, Botaurus lentiginosus
- Бугайчик американський, Ixobrychus exilis
- Чапля північна, Ardea herodias
- Чапля сіра, Ardea cinerea (A)
- Чепура велика, Ardea alba
- Чепура мала, Egretta garzetta (A)
- Чапля рифова, Egretta gularis (A)
- Чепура американська, Egretta thula
- Чепура блакитна, Egretta caerulea (A)
- Чепура трибарвна, Egretta tricolor (A)
- Чепура рудошия, Egretta rufescens (A)  NT
- Чапля єгипетська, Bubulcus ibis
- Чапля зелена, Butorides virescens
- Квак звичайний, Nycticorax nycticorax
- Квак чорногорлий, Nyctanassa violacea (А)

Родина: Ібісові (Threskiornithidae)
- Ібіс білий, Eudocimus albus (A)
- Коровайка бура, Plegadis falcinellus
- Коровайка американська, Plegadis chihi
- Косар рожевий, Ajaia ajaja (A)

## Катартоподібні(Cathartiformes)
Родина: Катартові (Cathartidae)

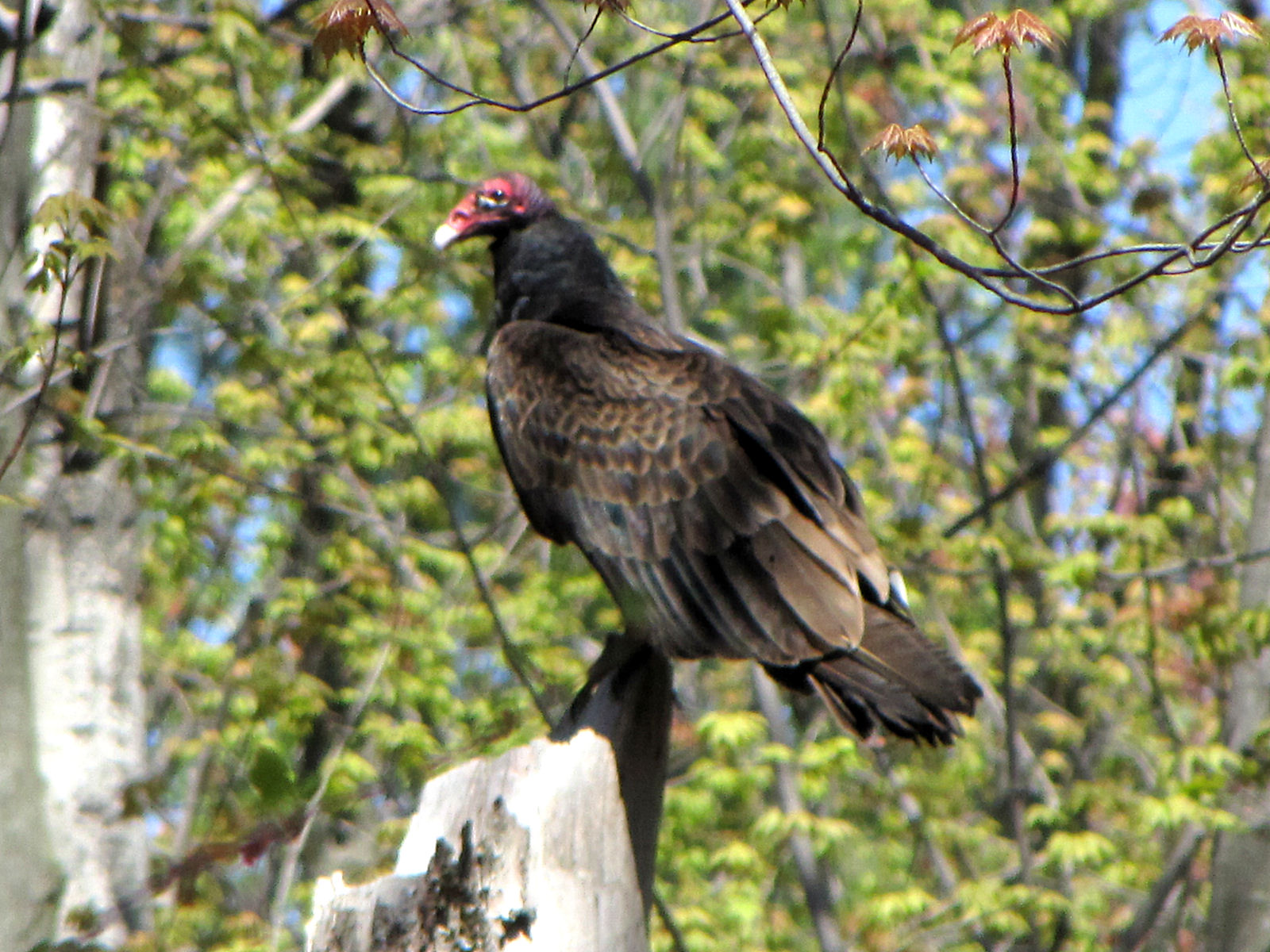
Катарта червоноголова (Cathartes aura)

- Кондор каліфорнійський, Gymnogyps californianus (Ex)  CR
- Урубу, Coragyps atratus (A)
- Катарта червоноголова, Cathartes aura

## Яструбоподібні(Accipitriformes)
Родина: Скопові (Pandionidae)
- Скопа, Pandion haliaetus

Родина: Яструбові (Accipitridae)

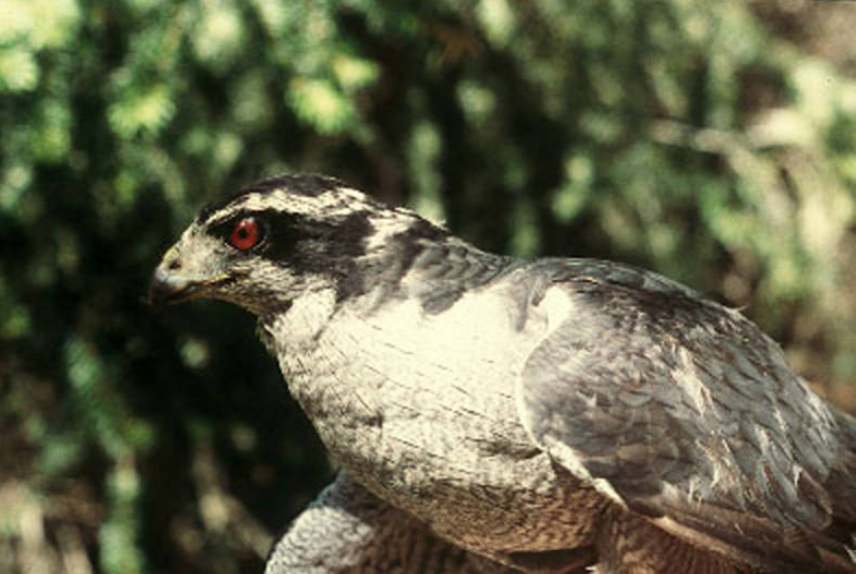
Яструб великий (Accipiter gentilis)

- Шуліка білохвостий, Elanus leucurus (A)
- Elanoides forficatus (A)
- Беркут, Aquila chrysaetos
- Лунь американський, Circus hudsonius
- Яструб неоарктичний, Accipiter striatus
- Яструб чорноголовий, Accipiter cooperii
- Яструб великий, Accipiter gentilis
- Орлан білоголовий, Haliaeetus leucocephalus
- Орлан білоплечий, Haliaeetus pelagicus (A)  VU
- Ictinia mississippiensis (A)
- Buteo lineatus
- Канюк ширококрилий, Buteo platypterus
- Канюк прерієвий, Buteo swainsoni
- Buteo albonotatus (A)
- Канюк неоарктичний, Buteo jamaicensis
- Зимняк, Buteo lagopus
- Buteo regalis

## Совоподібні(Strigiformes)
Родина: Сипухові (Tytonidae)
- Сипуха крапчаста, Tyto alba

Родина: Совові (Strigidae)

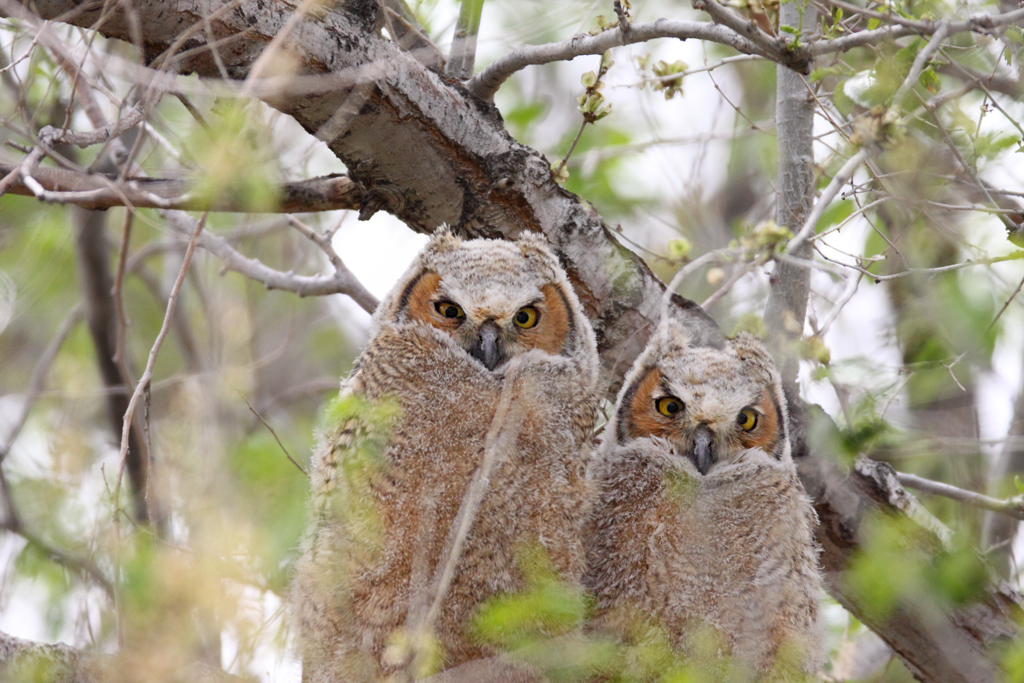
Молодий пугач віргінський (Bubo virginianus)

- Сплюшка канадська, Psiloscops flammeolus
- Сплюшка західна, Megascops kennicottii
- Сплюшка північна, Megascops asio
- Пугач віргінський, Bubo virginianus
- Сова біла, Bubo scandiacus  VU
- Сова яструбина, Surnia ulula
- Сичик-горобець каліфорнійський, Glaucidium californicum
- Сич американський, Athene cunicularia
- Сова плямиста, Strix occidentalis  NT
- Сова неоарктична, Strix varia
- Сова бородата, Strix nebulosa
- Сова вухата, Asio otus
- Сова болотяна, Asio flammeus
- Сич волохатий, Aegolius funereus
- Сич північний, Aegolius acadicus

## Сиворакшоподібні(Coraciiformes)
Родина: Рибалочкові (Alcedinidae)
- Рибалочка-чубань північний, Megaceryle alcyon

## Дятлоподібні(Piciformes)
Родина: Дятлові (Picidae)
- Melanerpes lewis

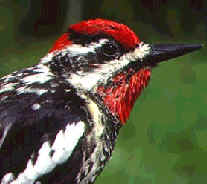
Дятел-смоктун білочеревий (Sphyrapicus nuchalis)

- Гіла червоноголова, Melanerpes erythrocephalus
- Гіла чорновола, Melanerpes formicivorus (A)
- Гіла каролінська, Melanerpes carolinus
- Sphyrapicus thyroideus
- Дятел-смоктун жовточеревий, Sphyrapicus varius
- Sphyrapicus nuchalis
- Sphyrapicus ruber
- Picoides dorsalis
- Дятел північний, Picoides arcticus
- Дятел пухнастий, Dryobates pubescens
- Дятел волохатий, Dryobates villosus
- Dryobates albolarvatus
- Декол золотистий, Colaptes auratus
- Жовна північна, Dryocopus pileatus

## Соколоподібні(Falconiformes)
Родина: Соколові (Falconidae)

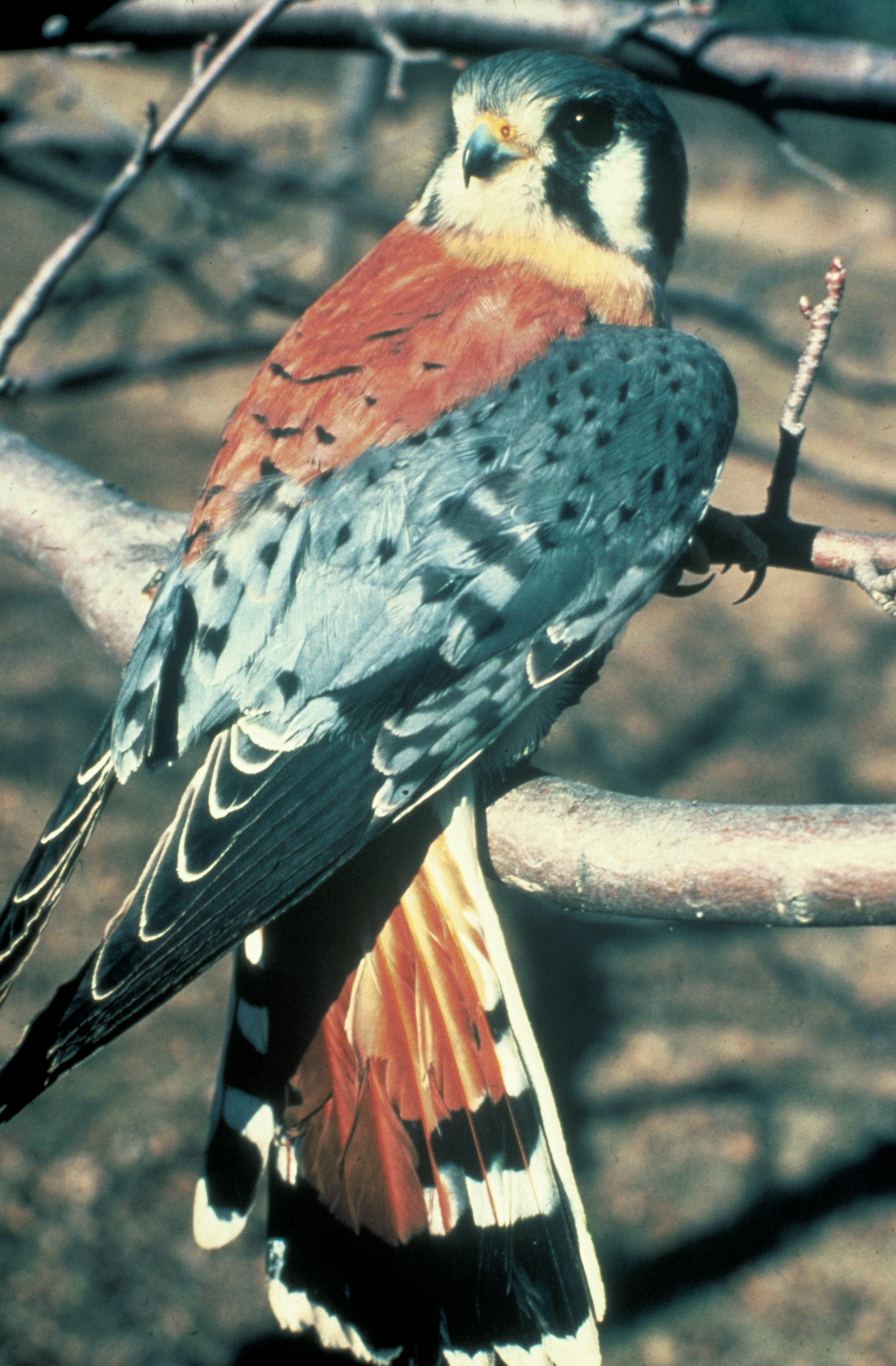
Боривітер американський (Falco sparverius)

- Каракара аргентинська, Caracara plancus (A)
- Боривітер звичайний, Falco tinnunculus (A)
- Боривітер американський, Falco sparverius
- Підсоколик малий, Falco columbarius
- Кречет, Falco rusticolus
- Сапсан, Falco peregrinus
- Сокіл прерієвий, Falco mexicanus

## Горобцеподібні(Passeriformes)
Родина: Тиранові (Tyrannidae)

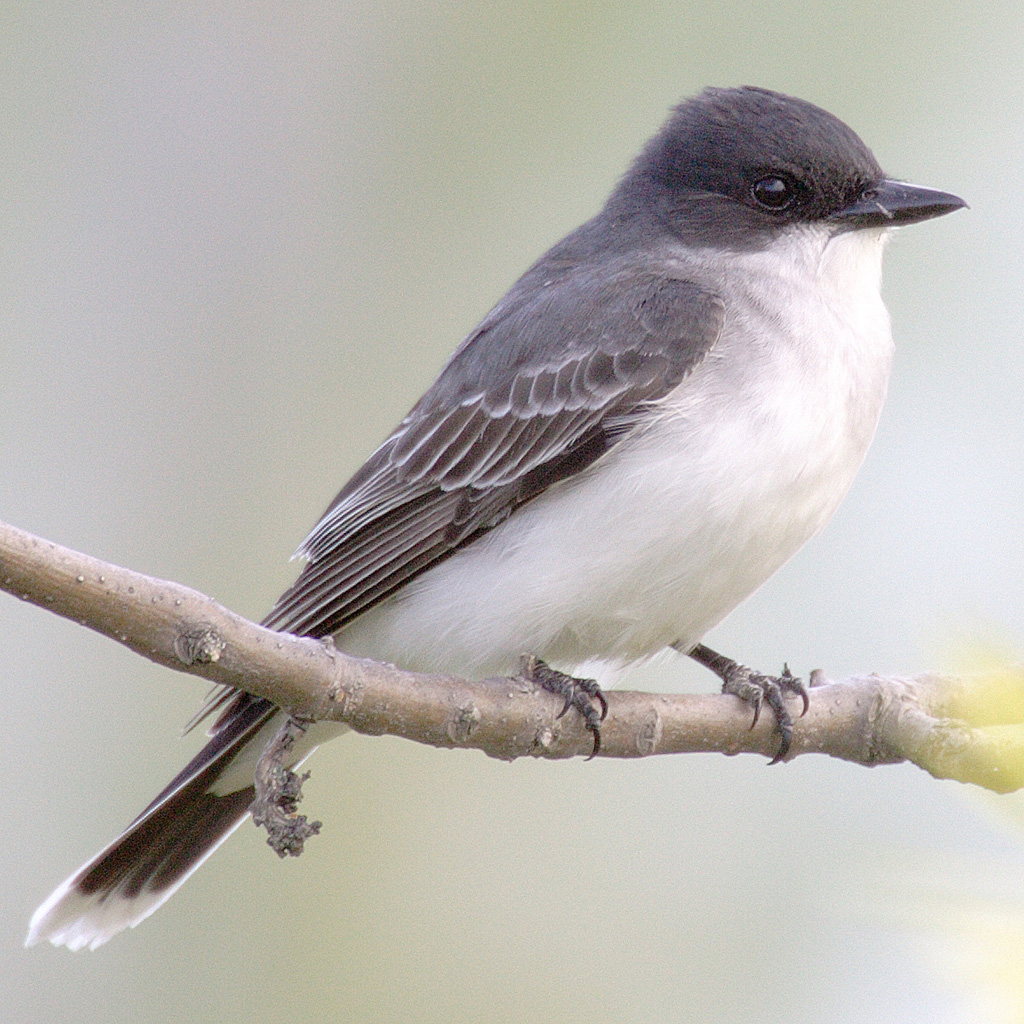
Тиран королівський (Tyrannus tyrannus)

- Копетон світлочеревий, Myiarchus cinerascens (A)
- Копетон чубатий, Myiarchus crinitus
- Pitangus sulphuratus (A)
- Тиран жовточеревий, Myiodynastes luteiventris (A)
- Empidonomus varius (A)
- Тиран тропічний, Tyrannus melancholicus (A)
- Тиран-крикун, Tyrannus vociferans (A)
- Тиран товстодзьобий, Tyrannus crassirostris (A)
- Тиран західний, Tyrannus verticalis
- Тиран королівський, Tyrannus tyrannus
- Тиран сірий, Tyrannus dominicensis (A)
- Тиран мексиканський, Tyrannus forficatus (A)
- Тиран вилохвостий, Tyrannus savana (A)
- Піві північний, Contopus cooperi  NT
- Піві бурий, Contopus sordidulus
- Піві лісовий, Contopus virens
- Піві-малюк жовточеревий, Empidonax flaviventris
- Піві-малюк оливковий, Empidonax virescens
- Піві-малюк вільховий, Empidonax alnorum
- Піві-малюк вербовий, Empidonax traillii
- Піві-малюк сизий, Empidonax minimus
- Піві-малюк ялиновий, Empidonax hammondii
- Піві-малюк сірий, Empidonax wrightii (A)
- Піві-малюк чагарниковий, Empidonax oberholseri
- Піві-малюк західний, Empidonax difficilis
- Піві-малюк кордильєрський, Empidonax occidentalis (A)
- Sayornis nigricans (A)
- Sayornis phoebe
- Sayornis saya
- Pyrocephalus rubinus (A)

Родина: Віреонові (Vireonidae)
- Віреон чорноголовий (Vireo atricapilla) (A)  NT
- Віреон білоокий, Vireo griseus
- Віреон короткокрилий, Vireo bellii (A)  NT
- Віреон короткодзьобий, Vireo huttoni
- Віреон жовтогорлий, Vireo flavifrons
- Віреон зеленоспинний, Vireo cassinii
- Віреон сизоголовий, Vireo solitarius
- Віреон попелястий, Vireo plumbeus (A)
- Віреон цитриновий, Vireo philadelphicus
- Віреон світлобровий, Vireo gilvus
- Віреон червоноокий, Vireo olivaceus
- Віреон білочеревий, Vireo flavoviridis (A)

Родина: Сорокопудові (Laniidae)

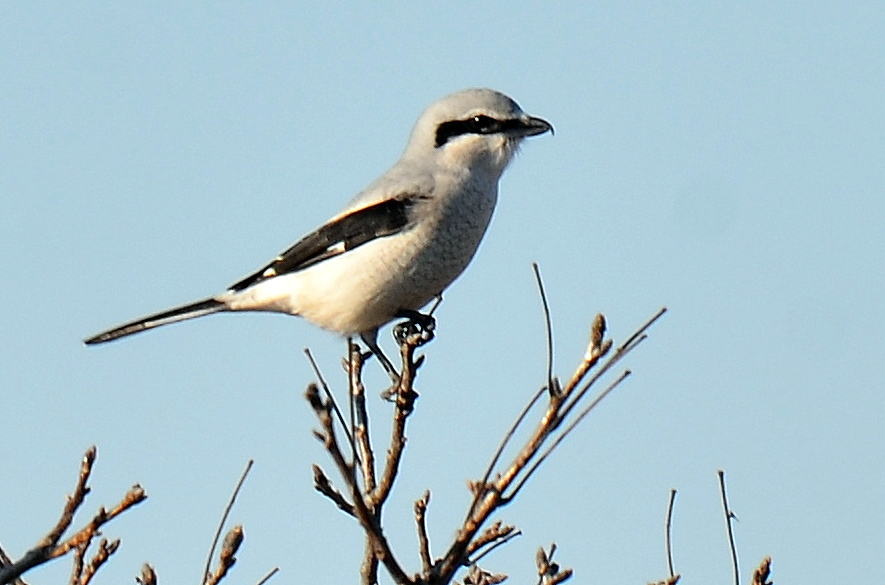
Сорокопуд північний (Lanius borealis)

- Сорокопуд сибірський, Lanius cristatus (A)
- Сорокопуд терновий, Lanius collurio (A)
- Сорокопуд американський, Lanius ludovicianus
- Сорокопуд північний, Lanius borealis

Родина: Воронові (Corvidae)

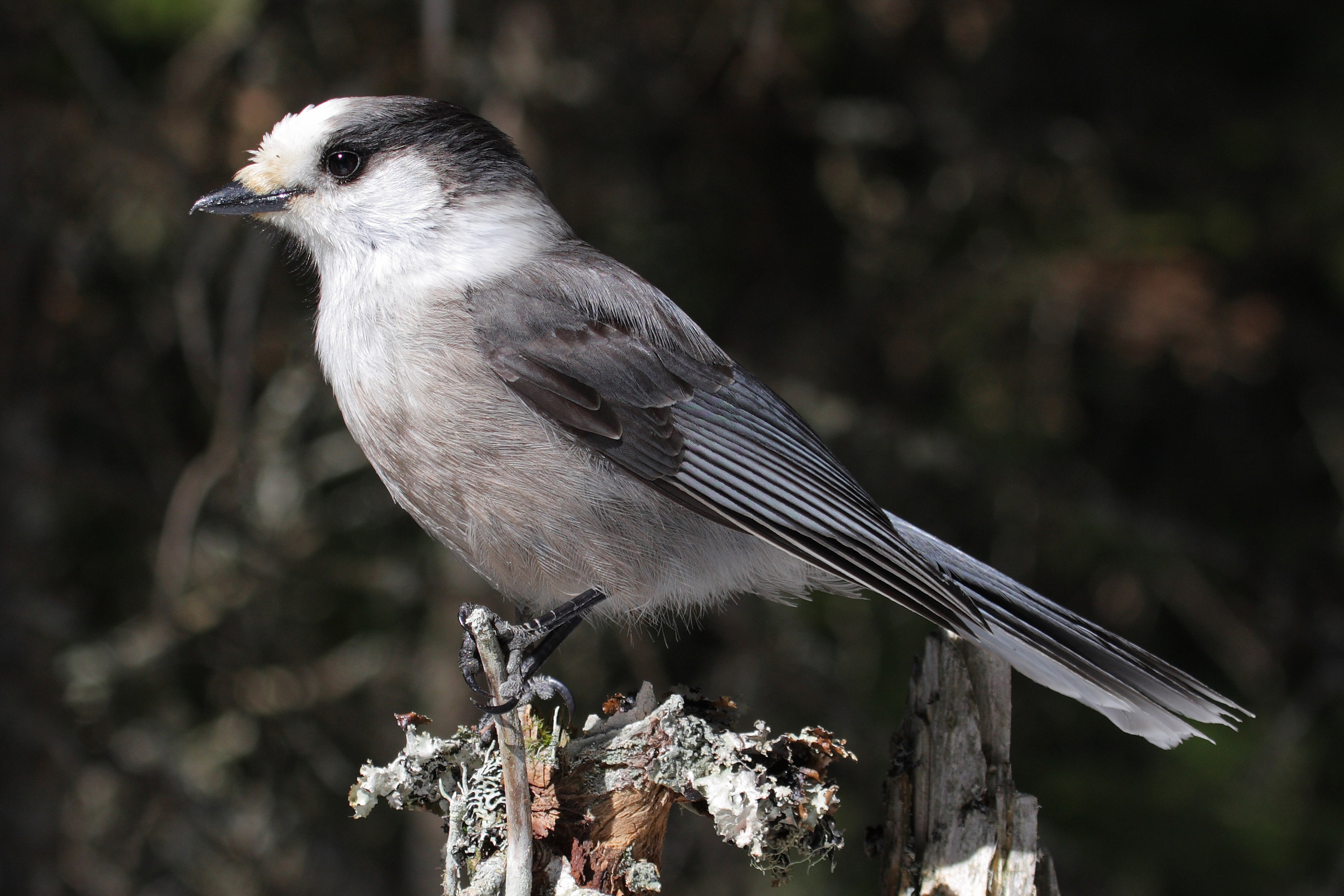
Кукша канадська (Perisoreus canadensis)

- Кукша канадська, Perisoreus canadensis
- Сойка блакитна, Gymnorhinus cyanocephalus (A)  VU
- Сизойка чорноголова, Cyanocitta stelleri
- Сизойка блакитна, Cyanocitta cristata
- Сойка каліфорнійська, Aphelocoma californica (A)
- Сойка сонорська, Aphelocoma woodhouseii (A)
- Горіхівка американська, Nucifraga columbiana
- Сорока канадська, Pica hudsonia
- Галка звичайна, Corvus monedula (A)
- Ворона американська, Corvus brachyrhynchos
- Ворона берегова, Corvus ossifragus (A)
- Крук мексиканський, Corvus cryptoleucus (A)
- Крук звичайний, Corvus corax

Родина: Синицеві (Paridae)
- Гаїчка каролінська, Poecile carolinensis
- Гаїчка світлокрила, Poecile atricapillus
- Гаїчка гірська, Poecile gambeli
- Гаїчка рудоспинна, Poecile rufescens  LC
- Гаїчка канадська, Poecile hudsonicus
- Гаїчка сіроголова, Poecile cinctus
- Синиця гострочуба, Baeolophus bicolor

Родина: Жайворонкові (Alaudidae)
- Жайворонок польовий, Alauda arvensis
- Жайворонок рогатий, Eremophila alpestris

Родина: Ластівкові (Hirundinidae)
- Ластівка берегова, Riparia riparia
- Білозорка річкова, Tachycineta bicolor
- Білозорка фіолетова, Tachycineta thalassina
- Ластівка північна, Stelgidopteryx serripennis
- Щурик пурпуровий, Progne subis
- Ластівка сільська, Hirundo rustica
- Ясківка білолоба, Petrochelidon pyrrhonota
- Ясківка печерна, Petrochelidon fulva

Родина: Ополовникові (Aegithalidae)
- Ополовник американський, Psaltriparus minimus

Родина: Вівчарикові (Phylloscopidae)
- Вівчарик лісовий, Phylloscopus inornatus (A)
- Вівчарик шелюговий, Phylloscopus borealis (A)
- Вівчарик камчатський, Phylloscopus examinandus (A)

Родина: Золотомушкові (Regulidae)
- Золотомушка рубіновочуба, Corthylio calendula
- Золотомушка світлоброва, Regulus satrapa

Родина: Омелюхові (Bombycillidae)
- Омелюх звичайний, Bombycilla garrulus
- Омелюх американський, Bombycilla cedrorum

Родина: Чубакові (Ptiliogonatidae)
- Чубак чорний, Phainopepla nitens (A)

Родина: Повзикові (Sittidae)
- Повзик канадський, Sitta canadensis
- Повзик каролінський, Sitta carolinensis
- Повзик-крихітка, Sitta pygmaea

Родина: Підкоришникові (Certhiidae)
- Підкоришник американський, Certhia americana

Родина: Комароловкові (Polioptilidae)
- Комароловка сиза, Polioptila caerulea

Родина: Воловоочкові (Troglodytidae)
- Орішець скельний, Salpinctes obsoletus
- Орішець каньйоновий, Catherpes mexicanus
- Волоочко співоче, Troglodytes aedon
- Волоочко кордильєрське, Troglodytes pacificus
- Волоочко канадське, Troglodytes hiemalis
- Овад осоковий, Cistothorus stellaris
- Овад болотяний, Cistothorus palustris
- Поплітник каролінський, Thryothorus ludovicianus
- Підбуреник, Thryomanes bewickii

Родина: Пересмішникові (Mimidae)
- Пересмішник сірий, Dumetella carolinensis
- Тремблер бурий, Toxostoma curvirostre (A)
- Тремблер прямодзьобий, Toxostoma rufum
- Тремблер кактусовий, Toxostoma bendirei (A)  VU
- Пересмішник осоковий, Oreoscoptes montanus
- Пересмішник багатоголосий, Mimus polyglottos

Родина: Шпакові (Sturnidae)

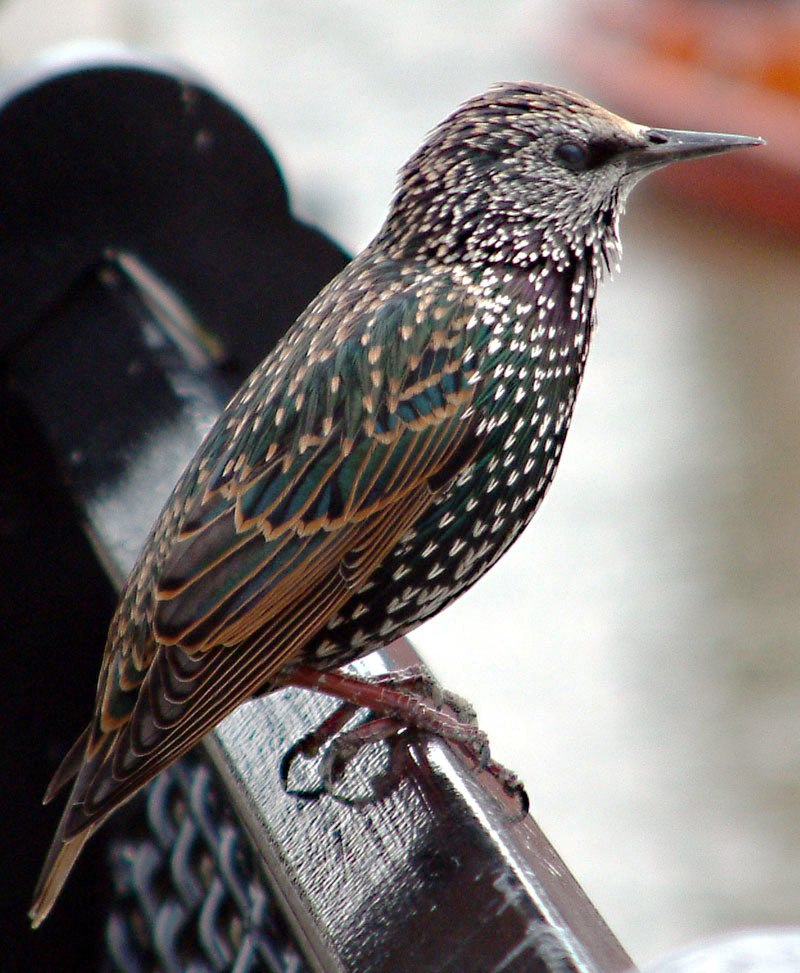
Молода самиця звичайного шпака (Sturnus vulgaris)

- Шпак звичайний, Sturnus vulgaris (I)
- Майна чубата, Acridotheres cristatellus (I) (Ex)

Родина: Пронуркові (Cinclidae)
- Пронурок сірий, Cinclus mexicanus

Родина: Дроздові (Turdidae)
- Блакитник східний, Sialia sialis

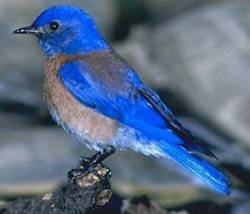
Блакитник західний (Sialia mexicana)

- Блакитник західний, Sialia mexicana
- Блакитник середній, Sialia currucoides
- Солітаріо північний, Myadestes townsendi
- Дрізд-короткодзьоб бурий, Catharus fuscescens
- Дрізд-короткодзьоб малий, Catharus minimus
- Дрізд-короткодзьоб канадський, Catharus bicknelli  VU
- Дрізд-короткодзьоб Свенсона, Catharus ustulatus
- Дрізд-короткодзьоб плямистоволий, Catharus guttatus
- Дрізд лісовий, Hylocichla mustelina  NT
- Дрізд-омелюх, Turdus viscivorus (A)
- Дрізд чорний, Turdus merula (A)
- Дрізд темний, Turdus eunomus (A)
- Чикотень, Turdus pilaris (A)
- Дрізд білобровий, Turdus iliacus (A)  NT
- Дрізд співочий, Turdus philomelos (A)
- Дрізд мандрівний, Turdus migratorius
- Квічаль рудобровий, Ixoreus naevius

Родина: Мухоловкові (Muscicapidae)
- Соловейко червоногорлий, Calliope calliope (A)
- Синьошийка, Luscinia svecica
- Соловейко синій, Larvivora cyane (A)
- Синьохвіст тайговий, Tarsiger cyanurus (A)
- Saxicola torquatus (A)
- Кам'янка звичайна, Oenanthe oenanthe

Родина: Тинівкові (Prunellidae)
- Тинівка сибірська, Prunella montanella (A)

Родина: Горобцеві (Passeridae)
- Горобець хатній, Passer domesticus (I)
- Горобець польовий, Passer montanus (I) (A)

Родина: Плискові (Motacillidae)
- Плиска аляскинська, Motacilla tschutschensis
- Плиска жовтоголова, Motacilla citreola (A)
- Плиска гірська, Motacilla cinerea (A)
- Плиска біла, Motacilla alba (A)
- Щеврик червоногрудий, Anthus cervinus (A)
- Щеврик американський, Anthus rubescens
- Щеврик прерієвий, Anthus spragueii  VU

Родина: В'юркові (Fringillidae)
- Зяблик звичайний, Fringilla coelebs (A)
- В'юрок, Fringilla montifringilla (A)
- Coccothraustes vespertinus  VU
- Костогриз звичайний, Coccothraustes coccothraustes (A)
- Смеречник тайговий, Pinicola enucleator
- Катуньчик сивоголовий, Leucosticte tephrocotis
- Чечевиця садова, Haemorhous mexicanus
- Haemorhous purpureus
- Haemorhous cassinii
- Чечітка звичайна, Acanthis flammea
- Чечітка біла, Acanthis hornemanni
- Шишкар ялиновий, Loxia curvirostra
- Шишкар білокрилий, Loxia leucoptera
- Чиж сосновий, Spinus pinus
- Чиж малий, Spinus psaltria (A)
- Чиж золотий, Spinus tristis
- Chloris sinica (A)

Родина: Calcariidae
- Подорожник лапландський, Calcarius lapponicus
- Подорожник чорногрудий, Calcarius ornatus  NT
- Подорожник вохристий, Calcarius pictus
- Подорожник прерієвий, Rhynchophanes mccownii
- Пуночка снігова, Plectrophenax nivalis
- Пуночка полярна, Plectrophenax hyperboreus (A)

Родина: Вівсянкові (Emberizidae)
- Вівсянка білоголова, Emberiza leucocephalos (A)
- Вівсянка-крихітка, Emberiza pusilla (A)
- Вівсянка-ремез, Emberiza rustica (A)
- Вівсянка лучна, Emberiza aureola (A)  CR

Родина: Passerellidae

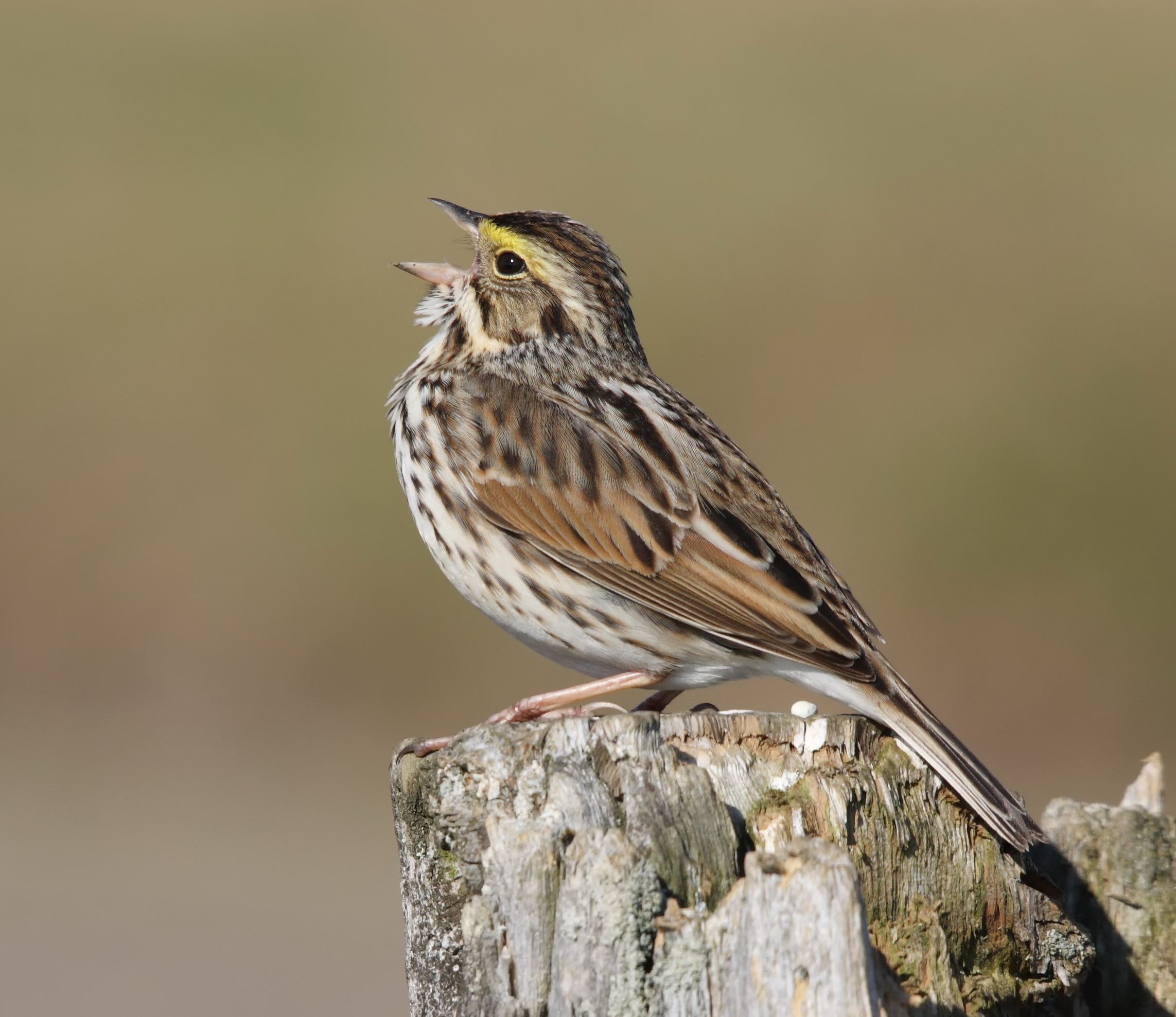
Вівсянка саванова (Passerculus sandwichensis)

- Чінголо очеретяний, Peucaea cassinii (A)
- Чінголо сосновий, Peucaea aestivalis (A)  NT
- Багновець прерієвий, Ammodramus savannarum
- Вівсянка-пустельниця чорногорла, Amphispiza bilineata (A)
- Потюк, Chondestes grammacus
- Корибіг, Calamospiza melanocorys
- Карнатка білоброва, Spizella passerina
- Карнатка бліда, Spizella pallida
- Карнатка польова, Spizella pusilla
- Карнатка лучна, Spizella breweri
- Вівсянка рябогруда, Passerella iliaca
- Вівсянка північна, Spizelloides arborea
- Юнко сірий, Junco hyemalis
- Бруант білобровий, Zonotrichia leucophrys
- Бруант чорнобровий, Zonotrichia atricapilla
- Бруант північний, Zonotrichia querula  NT
- Бруант білогорлий, Zonotrichia albicollis
- Вівсянка-пустельниця невадійська, Artemisiospiza nevadensis (A)
- Вівсянка-пустельниця каліфорнійська, Artemisiospiza belli (A)
- Вівсянка польова, Pooecetes gramineus
- Багновець лучний, Ammospiza leconteii
- Багновець приморський, Ammospiza maritima (A)
- Багновець блідий, Ammospiza nelsoni
- Багновець польовий, Centronyx bairdii
- Багновець рудокрилий, Centronyx henslowii  NT
- Вівсянка саванова, Passerculus sandwichensis
- Пасовка співоча, Melospiza melodia
- Пасовка вохриста, Melospiza lincolnii
- Пасовка болотяна, Melospiza georgiana
- Тауї зеленохвостий, Pipilo chlorurus (A)
- Тауї плямистий, Pipilo maculatus
- Тауї східний, Pipilo erythrophthalmus

Родина: Icteriidae
- Іктерія, Icteria virens

Родина: Трупіалові (Icteridae)

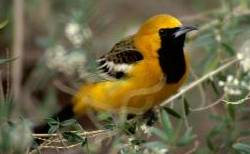
Трупіал масковий (Icterus cucullatus)

- Тордо жовтоголовий, Xanthocephalus xanthocephalus
- Гоглу, Dolichonyx oryzivorus
- Шпаркос східний, Sturnella magna  NT
- Шпаркос західний, Sturnella neglecta
- Трупіал садовий, Icterus spurius
- Трупіал масковий, Icterus cucullatus (A)
- Трупіал золотощокий, Icterus bullockii
- Трупіал балтиморський, Icterus galbula
- Трупіал пальмовий, Icterus parisorum (A)
- Еполетник червоноплечий, Agelaius phoeniceus
- Вашер синій, Molothrus bonariensis (A)
- Вашер червоноокий, Molothrus aeneus (A)
- Вашер буроголовий, Molothrus ater
- Трупіалець північний, Euphagus carolinus  VU
- Трупіалець пурпуровий, Euphagus cyanocephalus
- Гракл пурпуровошиїй, Quiscalus quiscula  NT
- Гракл великохвостий, Quiscalus mexicanus (A)

Родина: Піснярові (Parulidae)

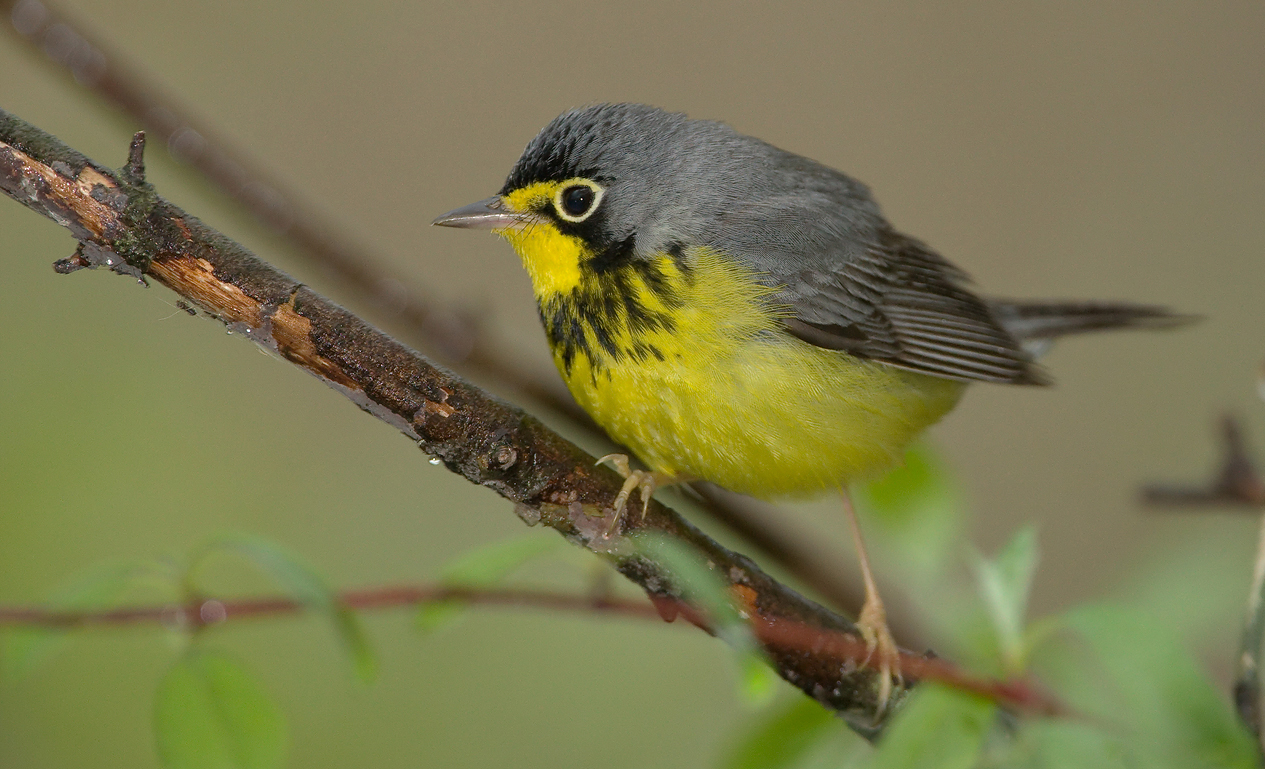
Болотянка строкатовола (Cardellina canadensis)

- Смугастоволець оливковий, Seiurus aurocapilla
- Пісняр-борсучок, Helmitheros vermivorus (A)
- Смугастоволець білобровий, Parkesia motacilla
- Смугастоволець річковий, Parkesia noveboracensis
- Червоїд золотокрилий, Vermivora chrysoptera  NT
- Червоїд жовтоголовий, Vermivora cyanoptera
- Пісняр строкатий, Mniotilta varia
- Пісняр жовтий, Protonotaria citrea
- Пісняр бурий, Limnothlypis swainsonii (A)
- Червоїд світлобровий, Leiothlypis peregrina
- Червоїд оливковий, Leiothlypis celata
- Червоїд рудогузий, Leiothlypis luciae (A)
- Червоїд сіроголовий, Leiothlypis ruficapilla
- Червоїд жовтоволий, Leiothlypis virginiae (A)
- Цитринка сіровола, Oporornis agilis
- Цитринка західна, Geothlypis tolmiei
- Цитринка чорновола, Geothlypis philadelphia
- Цитринка жовтогорла, Geothlypis formosa (A)
- Жовтогорлик північний, Geothlypis trichas
- Болотянка чорногорла, Setophaga citrina
- Пісняр горихвістковий, Setophaga ruticilla
- Пісняр-лісовик мічиганський, Setophaga kirtlandii (A)  NT
- Пісняр-лісовик рудощокий, Setophaga tigrina
- Пісняр-лісовик блакитний, Setophaga cerulea  VU
- Пісняр північний, Setophaga americana
- Пісняр-лісовик канадський, Setophaga magnolia
- Пісняр-лісовик каштановий, Setophaga castanea
- Пісняр-лісовик рудоволий, Setophaga fusca
- Пісняр-лісовик золотистий, Setophaga petechia
- Пісняр-лісовик рудобокий, Setophaga pensylvanica
- Пісняр-лісовик білощокий, Setophaga striata  NT
- Пісняр-лісовик сизий, Setophaga caerulescens
- Пісняр-лісовик рудоголовий, Setophaga palmarum
- Пісняр-лісовик сосновий, Setophaga pinus
- Пісняр-лісовик жовтогузий, Setophaga coronata
- Пісняр-лісовик чорнощокий, Setophaga dominica (A)
- Пісняр-лісовик прерієвий, Setophaga discolor
- Пісняр-лісовик південний, Setophaga graciae (A)
- Пісняр-лісовик біловусий, Setophaga nigrescens
- Пісняр-лісовик західний, Setophaga townsendi
- Пісняр-лісовик жовтоголовий, Setophaga occidentalis (A)
- Пісняр-лісовик чорногорлий, Setophaga virens
- Болотянка строкатовола, Cardellina canadensis
- Болотянка мала, Cardellina pusilla
- Чернітка білокрила, Myioborus pictus (A)

Родина: Кардиналові (Cardinalidae)
- Піранга сонцепера, Piranga flava (A)
- Піранга пломениста, Piranga rubra (A)
- Піранга кармінова, Piranga olivacea
- Піранга жовтогуза, Piranga ludoviciana
- Кардинал червоний, Cardinalis cardinalis
- Кардинал червоногорлий, Cardinalis sinuatus (A)
- Кардинал-довбоніс червоноволий, Pheucticus ludovicianus
- Кардинал-довбоніс чорноголовий, Pheucticus melanocephalus
- Скригнатка синя, Passerina caerulea (A)
- Скригнатка лазурова, Passerina amoena
- Скригнатка індигова Passerina cyanea
- Скригнатка пурпурова, Passerina versicolor (A)  NT
- Скригнатка райдужна, Passerina ciris (A)  NT
- Лускун, Spiza americana